# Schlacht um Berlin
1941: Białystok-Minsk – Dubno-Luzk-Riwne – Smolensk – Uman – Kiew – Odessa – Leningrader Blockade – Wjasma-Brjansk – Charkow – Rostow – Moskau – Tula

1942: Rschew – Charkow – Ljuban/Wolchow – Kertsch/Sewastopol – Fall Blau – Kaukasus – Stalingrad – Operation Mars

1943: Woronesch-Charkow – Operation Iskra – Nordkaukasus – Charkow – Kursk – Orjol – Donez-Mius – Donbass – Belgorod-Charkow – Smolensk – Dnepr – Kiew

1944: Dnepr-Karpaten – Leningrad-Nowgorod – Krim – Wyborg–Petrosawodsk – Operation Bagration – Lwiw-Sandomierz – Jassy–Kischinew – Belgrad – Petsamo-Kirkenes – Baltikum – Karpaten – Ungarn

1945: Kurland  – Weichsel-Oder – Ostpreußen – Westkarpaten – Niederschlesien – Ostpommern – Plattensee – Oberschlesien – Wien – Oder – Berlin – Prag

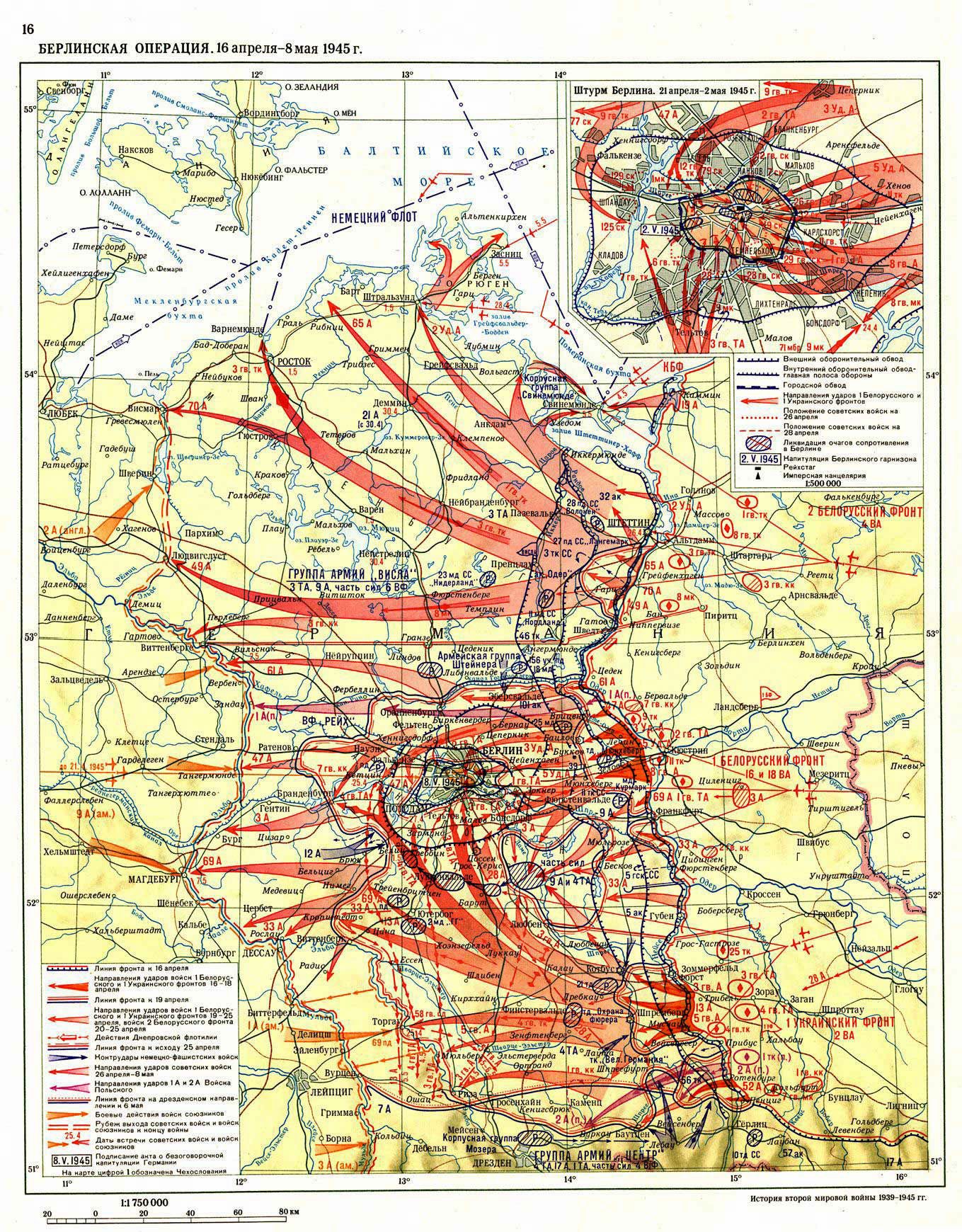
Die sowjetische Offensive gegen Berlin ab dem 16. April 1945

Die Schlacht um Berlin war die letzte große Schlacht des Zweiten Weltkrieges in Europa. Sie dauerte vom 16. April bis zum 2. Mai 1945 und hatte die Eroberung Berlins, der Hauptstadt des Deutschen Reiches, durch die Rote Armee der Sowjetunion unter Beteiligung einiger polnischer Verbände zur Folge. Die Kämpfe forderten Schätzungen zufolge über 170.000 gefallene und 500.000 verwundete Soldaten sowie den Tod mehrerer zehntausend Zivilisten.
Nach der bereits weitgehend erfolgten Befreiung der von der Wehrmacht besetzten Gebiete Europas bedeutete das Ende der Schlacht, das mit der Selbsttötung von Adolf Hitler und anderen Teilen der politisch verantwortlichen Regierungsschicht des NS-Regimes einherging – in Berlin neben dem Suizid von Adolf Hitler auch dem von Joseph Goebbels – für das Deutsche Reich die vollständige militärische Niederlage.
Knapp eine Woche nach der Einnahme Berlins trat am Abend des 8. Mai 1945 die bedingungslose Kapitulation der Wehrmacht mit der Unterschrift von Generaloberst Alfred Jodl, der vom Nachfolger Hitlers als Reichspräsident, Großadmiral Karl Dönitz, zu deren Unterzeichnung autorisiert worden war, in Kraft. Damit wurde der Zweite Weltkrieg in Europa nach fast sechs Jahren beendet. Deutschland verlor seine staatliche Souveränität. Die Hauptsiegermächte übernahmen die Hoheitsgewalt über das Deutsche Reich und teilten es in vier Besatzungszonen auf.

## Vorgeschichte
Faktisch stand die Kriegsniederlage des Deutschen Reichs schon vor dem Beginn der Schlacht um Berlin fest. Die Dimension der von der Wehrmacht geführten Feldzüge gegen andere Länder standen in Ungleichgewicht zu den personellen und wirtschaftlichen Reserven des Reiches. Mit der Dauer des Krieges, der sowohl zu geplanten Angriffen wie auch unerwarteten militärischen Aktionen gegen andere Staaten (vgl. Balkanfeldzug, Fall Achse) führte, wurden die deutschen Ressourcen immer geringer. Gleichzeitig wurde aber das zu verwaltende und zu versorgende Gebiet immer größer. Eine wirtschaftliche Niederlage im Krieg wäre also nur bei einem möglichst kurzen Krieg zu verhindern gewesen, dies wurde aber spätestens ab Sommer 1940 immer unwahrscheinlicher. Entscheidend waren letztlich der Fehlschlag des Angriffs auf die Sowjetunion ab Juni 1941 und die Kriegserklärung Deutschlands und Italiens an die Vereinigten Staaten am 11. Dezember 1941.
Nach den Niederlagen in der Schlacht von Stalingrad (Winter 1942/1943) und am Kursker Bogen (Sommer 1943) befand sich die Wehrmacht an der Ostfront in der Defensive. Die Heeresgruppe Afrika hatte Mitte Mai 1943 nach dem Tunesienfeldzug kapituliert. Die westlichen Alliierten landeten am 10. Juli 1943 (→ Operation Husky) auf Sizilien, am 9. September 1943 auf dem italienischen Festland (→ Operation Avalanche) und eröffneten am 6. Juni 1944 (D-Day) in Frankreich mit der Invasion in der Normandie die von Josef Stalin lange geforderte „Zweite Front“. Damit war der Krieg entschieden. Gleichzeitig zur fortschreitenden Invasion in der Normandie erlitten die deutschen Truppen im Osten durch die Zerschlagung der Heeresgruppe Mitte eine katastrophale Niederlage. Die Verluste dieser Schlacht nahmen der Wehrmacht ihre operative Handlungsfähigkeit an der Ostfront, so dass dort ab Sommer 1944 nur noch hinhaltender Widerstand möglich war.
Im Westen räumten die Deutschen nach der Befreiung von Paris am 25. August fluchtartig den größten Teil Frankreichs und Belgiens, am 12. September überschritt das VII. US-Korps bei Aachen die deutsche Grenze. Anfang Oktober 1944 hatte sich die deutsche Abwehrfront jedoch wieder gefestigt und es kam zur langwierigen Schlacht um Aachen.
Mit dem Abwehrerfolg in der Operation Market Garden (Ende September 1944), der letztlich gescheiterten Ardennenoffensive im Dezember 1944 und dem Unternehmen Nordwind (31. Dezember 1944 bis 25. Januar 1945 im Elsass und in Lothringen) war es Hitler gelungen, die Niederlage weiter zu verzögern. Doch Kraftstoff- und Nachschubmangel, fehlender Ersatz an ausgebildeten Soldaten sowie die pausenlosen Luftangriffe und der Zusammenbruch der Waffenproduktion machten den Truppen ab Winter 1944/1945 immer mehr zu schaffen. Im März 1945 setzten die Westalliierten bei Remagen, Oppenheim und Wesel über den Rhein. Die Heeresgruppe B wurde im Ruhrkessel (Ruhrgebiet) eingeschlossen und legte am 21. April 1945 die Waffen nieder. Nach einem vergeblichen Gegenangriff im März 1945 am Plattensee in Ungarn war die Wehrmacht nun nicht mehr zu offensiven Aktionen in der Lage. In rascher Folge fielen ein großer Teil der Alpen- und Donau-Reichsgaue und Österreich mit Wien bis Mitte April 1945 in die Hand der Sowjetarmee.

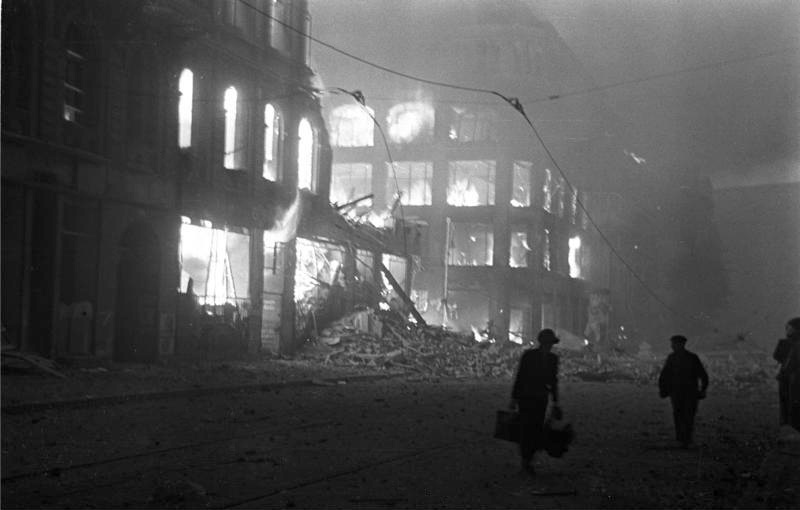
Brände nach einem Luftangriff auf Berlin (1944)

US-Amerikaner, Briten, Kanadier und nun auch französische Truppen waren bis Mitte April 1945 in ihren Landoffensiven nach Nord- und Süddeutschland und (mit schwachen Kräften) bis an die Elbe vorgedrungen.
Damit stand die Anti-Hitler-Koalition vor einer Entscheidung über die Eroberung und Besetzung von Berlin.

### Politische Lage
Auf der Konferenz von Jalta (4. bis 11. Februar 1945) beschlossen die Staatschefs der drei großen alliierten Mächte, Winston Churchill (Großbritannien), Franklin D. Roosevelt (USA) und Josef Stalin (Sowjetunion) unter anderem die Aufteilung Deutschlands in vier Besatzungszonen. Jeder der Großen Drei versuchte dabei, für sich machtpolitisch günstige Ausgangspositionen für die Gestaltung der Nachkriegsordnung zu erlangen. Über die Besetzung von Berlin war es zu keiner Vereinbarung gekommen.
Für Hitler und andere führende Nationalsozialisten kam eine Kapitulation nicht in Frage; sie trieben unter anderem mit Haltebefehlen („Kampf bis zum letzten Mann“), Durchhalteparolen (siehe auch Nationalsozialistische Propaganda, Endsieg, Fester Platz) sowie Gewalt- und Terrormaßnahmen gegen Deserteure und Zivilisten (siehe Endphaseverbrechen) die Deutschen an, die aussichtslosen Kämpfe fortzusetzen. Noch im letzten Kriegsjahr starben Millionen Soldaten und Zivilisten. Generalität und Offiziere glaubten bis fast zuletzt sich nicht den unsinnigsten Befehlen entziehen zu können.
Als sich nach dem deutschen Angriff auf die Sowjetunion, bei der Erwartung, dass die deutschen Arbeiter aus Klassensolidarität nicht gegen ihre sowjetischen Brüder kämpfen würden, das schockierende Gegenteil herausstellte, hatte die sowjetische Propaganda jeden klassenmäßigen Bezug fallen gelassen und alle deutschen Soldaten als Nazis bezeichnet. Vor der Berliner Operation steuerte die sowjetische Propaganda weg von den Parolen Ilja Ehrenburgs, der Hass gegen alle Deutschen predigte, zurück zum klassenbrüderlichen Geist des Internationalismus.

### Militärische Ausgangslage
Im Osten war die Rote Armee in der Weichsel-Oder-Operation Mitte Februar 1945 auf ganzer Länge bis zur Oder vorgerückt und besetzte auch westlich des Flusses gelegene Teile Schlesiens (mit Ausnahme der Grafschaft Glatz). Nach vorbereitenden Offensiven zur Eroberung Ostpreußens (nach der Schlacht um Königsberg) und der Ostseeküste von Danzig bis zur Odermündung und Stettin sowie im Süden zu den Westkarpaten hin (hier hielt sich nur das eingeschlossene Breslau), stand nach dem Kampf um Küstrin die Sowjetarmee Mitte April in voller Stärke in mehreren Brückenköpfen auf dem Westufer angriffsbereit an der Oder. Die US-Truppen hielten auf Befehl Eisenhowers an der Elbe. Sie waren kaum weiter entfernt von Berlin als die Rote Armee, doch nur in geringer Stärke präsent.

## Sowjetischer Angriffsplan

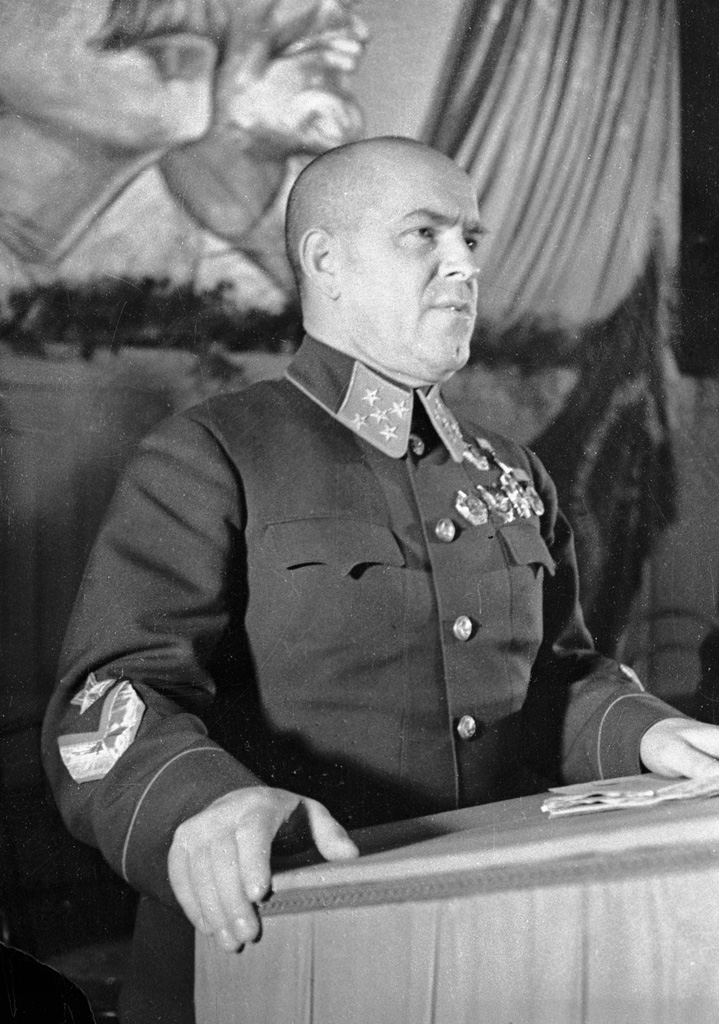
Marschall Schukow (1941)

Am 1. April 1945 hatte Stalin die beiden wichtigsten Obersten Befehlshaber nach Moskau befohlen: die Marschälle Schukow und Konew. Truppen der 1. Weißrussischen Front Schukows hatten den Kampf um Küstrin gewonnen und einen 44 Kilometer breiten und bis zu 20 Kilometer tiefen Brückenkopf auf dem westlichen Oderufer gebildet. Von hier aus sollte der Hauptstoß auf Berlin erfolgen. Die Flügel von Schukows Front sollten Berlin im Norden und Süden umfassen.
Die 1. Ukrainische Front Konews, die ab Guben nach Süden anschloss, sollte dort die verteidigende deutsche 9. Armee nach dem Durchbruch im Rücken angreifen. Stalin gab seinen Befehlshabern zwei Tage Zeit, um einen Angriffsplan auf Berlin auszuarbeiten. Der Hauptstoß von Küstrin geradewegs auf die Reichshauptstadt zu, bevorzugte Schukow – Konew sollte den Direktangriff und die Umfassung der Stadt nur durch seinen Vorstoß nach Südwesten abschirmen. Stalin gestand Konew jedoch zu, im Falle eines raschen Vorgehens auch von Süden nach Berlin eindringen zu können.

„(Stalin) zog eine Trennungslinie zwischen Schukows und Konjews Heeresgruppen. Die Linie begann östlich der Oder, kreuzte den Fluss und verlief geradeaus weiter. Bei Lübben an der Spree, knapp 60 km südöstlich von Berlin, brach er plötzlich ab. ‚Wer als erster bis dahin vordringt, der soll Berlin erobern‘, erklärte er.“

Am 3. April 1945 wurde der Angriffstermin für den 16. April 1945 beschlossen. Einige Tage später gingen detaillierte Weisungen des Oberkommandos Stawka an Schukow, Konew und Marschall Konstantin Rokossowski. „Insgesamt waren die drei russischen Fronten 1 593 800 Mann stark.“

## Schlacht an der Oder

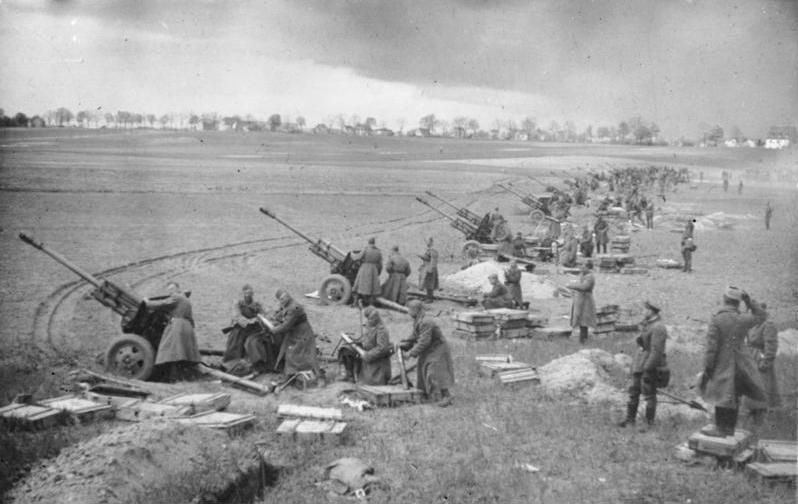
Sowjetische Artillerie vor Berlin (April 1945)

Die Rote Armee bereitete einen Zangenangriff vor, um Berlin einzukesseln. Zur Einnahme der Stadt konzentrierte die Stawka etwa 2,5 Millionen Soldaten (inklusive nichtkämpfender Einheiten), 6.250 Panzer und Selbstfahrlafetten, 7.500 Flugzeuge und 41.600 Artilleriegeschütze.
Am nördlichen Oder-Abschnitt zwischen der Ostseeküste über Schwedt bis Oderberg stand die 2. Weißrussische Front unter Marschall Konstantin Rokossowski. Sie stand an einem schwer überbrückbaren Flussabschnitt und sollte erst später, nach dem erfolgten Durchbruch der südlicheren Heeresgruppen über die Oder angreifen.
Im westlichen Oderbrückenkopf von Küstrin bis nach Guben war die 1. Weißrussische Front unter Georgi Schukow konzentriert, sie sollte den direkten Vormarsch auf Berlin erzwingen. Im südlichen Abschnitt entlang der Neiße bereitete die 1. Ukrainische Front unter Konew ihren Durchbruch zwischen Forst und Muskau in Richtung auf Cottbus und Spremberg vor.

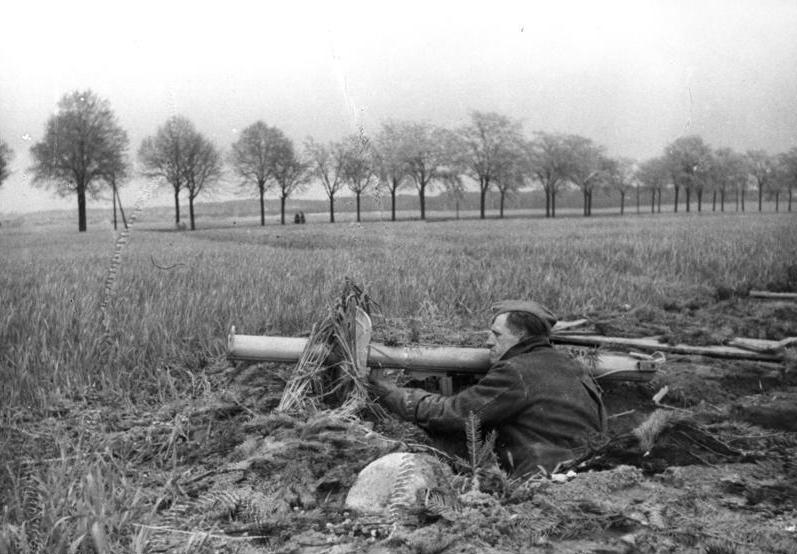
Volkssturmmann mit Raketenpanzerbüchse („Panzerschreck“) vor Berlin (April 1945)

Der Roten Armee gegenüber standen schwer angeschlagene Verbände der deutschen Heeresgruppe Weichsel unter Generaloberst Gotthard Heinrici, zusammengesetzt aus der 3. Panzerarmee und der 9. Armee. Im Süden wurde auch die 4. Panzerarmee der Heeresgruppe Mitte vom sowjetischen Angriff erfasst. Den deutschen Heerestruppen waren starke Anteile an Waffen-SS und Allgemeiner SS unterstellt, zudem als „letztes Aufgebot Deutschlands“ auch Volkssturm-Einheiten, bestehend aus militärisch unerfahrenen und schlecht vorbereiteten Jugendlichen im Alter zwischen 14 und 16 Jahren sowie Männern bis 60 Jahren. Diese – bezogen auf Erfahrung und Motivation – äußerst uneinheitlichen Streitkräfte umfassten insgesamt rund eine Million Mann. Sie hatten aber nur etwa 800 Panzer, mussten faktisch ohne Luftunterstützung kämpfen (ihre Gegner hatten die Luftherrschaft) und waren aufgrund der schlechten Versorgung mit Treibstoff und Munition in ihrer Wirkungskraft und Flexibilität zusätzlich eingeschränkt.
Am 16. April eröffnete die Rote Armee ihre Offensive mit dem stärksten Artilleriefeuer des Krieges; statistisch kam entlang der Oderfront auf fünf Meter ein Geschütz. Dieser Beschuss war jedoch weitgehend wirkungslos, da Heinrici seine vorderen Stellungen im Bereich von Schukows Hauptangriff in die Hardenberg-Stellung auf den Höhen am Westrand des Oderbruchs bei Seelow zurückgenommen hatte.
Noch am ersten Tag hatte Schukow, durch die Schwierigkeiten seiner Infanterie im Oderbruch ungeduldig geworden, den Einsatz seiner beiden noch östlich der Oder stehenden Panzerarmeen im mittleren Abschnitt befohlen und durch die folgende Vermischung der Truppen eine noch größere Verwirrung bewirkt: „Als es den vereinigten Kräften aller Waffengattungen nicht gelang, Schukows unrealistischen Zeitplan einzuhalten, verstärkten die heftigen Panzerangriffe noch die Folgen der grundsätzlichen Fehleinschätzung.“ Erst am 19. April 1945 eroberte die 1. Weißrussische Front nach großen Verlusten die Seelower Höhen. Die Deutschen waren damit auf die äußeren Verteidigungslinien Berlins zurückgedrängt und ihre Reserven waren verbraucht.
Die südlicher angreifende 1. Ukrainische Front unter Marschall Konew hingegen konnte die deutsche Verteidigungslinie an der Lausitzer Neiße südlich Cottbus bei Spremberg in der Cottbus-Potsdamer Operation rasch durchbrechen. Mit einem gewagten Panzerangriff im Rücken der 9. Armee erreichte die 3. Gardepanzerarmee des Generalobersten Rybalko Lübben, und Konew erhielt am 17. April die Erlaubnis von Stalin, Berlin von Süden her anzugreifen. Stalin selbst teilte dies dann Schukow mit.

## Äußerer Verteidigungsring

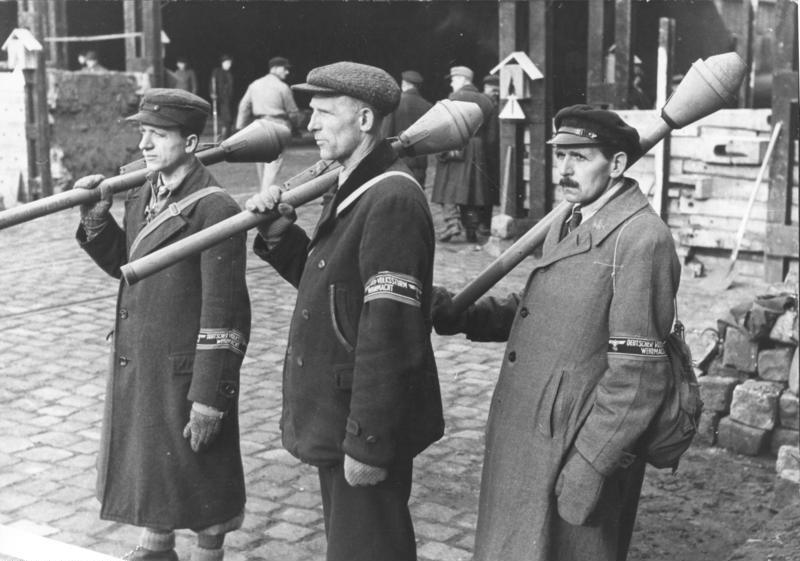
Volkssturmsoldaten

Der „Äußere Verteidigungsring“ war keine lückenlose Linie, sondern meist nur stützpunktartig an Brücken und wichtigen Straßenkreuzungen besetzt. Die Abwehr war nicht koordiniert, da weder die Befehlsgebung in der Stadt geregelt noch die vorhandenen Verbände planmäßig verteilt waren. Neben lokalen Kommandeuren betätigte sich zwischenzeitlich Joseph Goebbels als Organisator.

### 20. April 1945
Im Nordosten erfolgte bereits morgens ein weiter Durchbruch ins Vorfeld Berlins mit der Eroberung von Bernau, die 5. Stoßarmee stand vor Strausberg und besetzte nachts Altlandsberg.
Die 3. Stoßarmee schoss (zu Hitlers Geburtstag) mit Großkalibern in die Stadt:

„Die von den sowjetischen Truppen am 20. April erzielten Geländegewinne waren ausreichend, um weitreichende Artillerie des 79. Korps der 3. Stoßarmee und des 1. Bataillons der 30. Garde-Artilleriebrigade der 47. Armee zum Einsatz gegen den Stadtrand von Berlin zu bringen. Die ersten Salven auf das Stadtgebiet waren mehr eine herausfordernde Geste als eine taktische Maßnahme. Sowjetische Eisenbahnpioniere wurden eingesetzt, in Schlesien erbeutete schwere deutsche Belagerungsartillerie (Granaten von einer halben Tonne) von Küstrin per Bahn in das Vorfeld Berlins zu führen, um sie gegen die Stadt einzusetzen.“

Ebenfalls mit Hitlers Geburtstag begründet „flogen anglo-amerikanische Bomber Salut, einen sogenannten 1000-Bomber-Angriff gegen Berlin, der zwei Stunden dauerte. Die Angriffshöhe dieser Verbände war so gewählt, daß ein Eingreifen der deutschen Flugabwehrkanonen (Flak) unmöglich wurde. […] Die Bomber ließen Berlin wie betäubt, still und zerstört zurück. […] Wasser gab es nur noch an den Pumpen auf der Straße, so daß das Schlangestehen nach Wasser im Freien während des restlichen Kampfes um Berlin zu einem Überlebensrisiko wurde.“
Die 2. Weißrussische Front begann mit ihrem Angriff nördlich von Schwedt bis zur Odermündung aus dem Brückenkopf von Stettin.
Noch in der Nacht zum 21. April trieb Konew im Süden Berlins seine Panzerkommandeure durch die sich auflösende deutsche 9. Armee – ohne Rücksicht auf die „Verwundbarkeit seiner Etappe“ oder die Verbindung zur nachfolgenden Infanterie.

### 21. April 1945

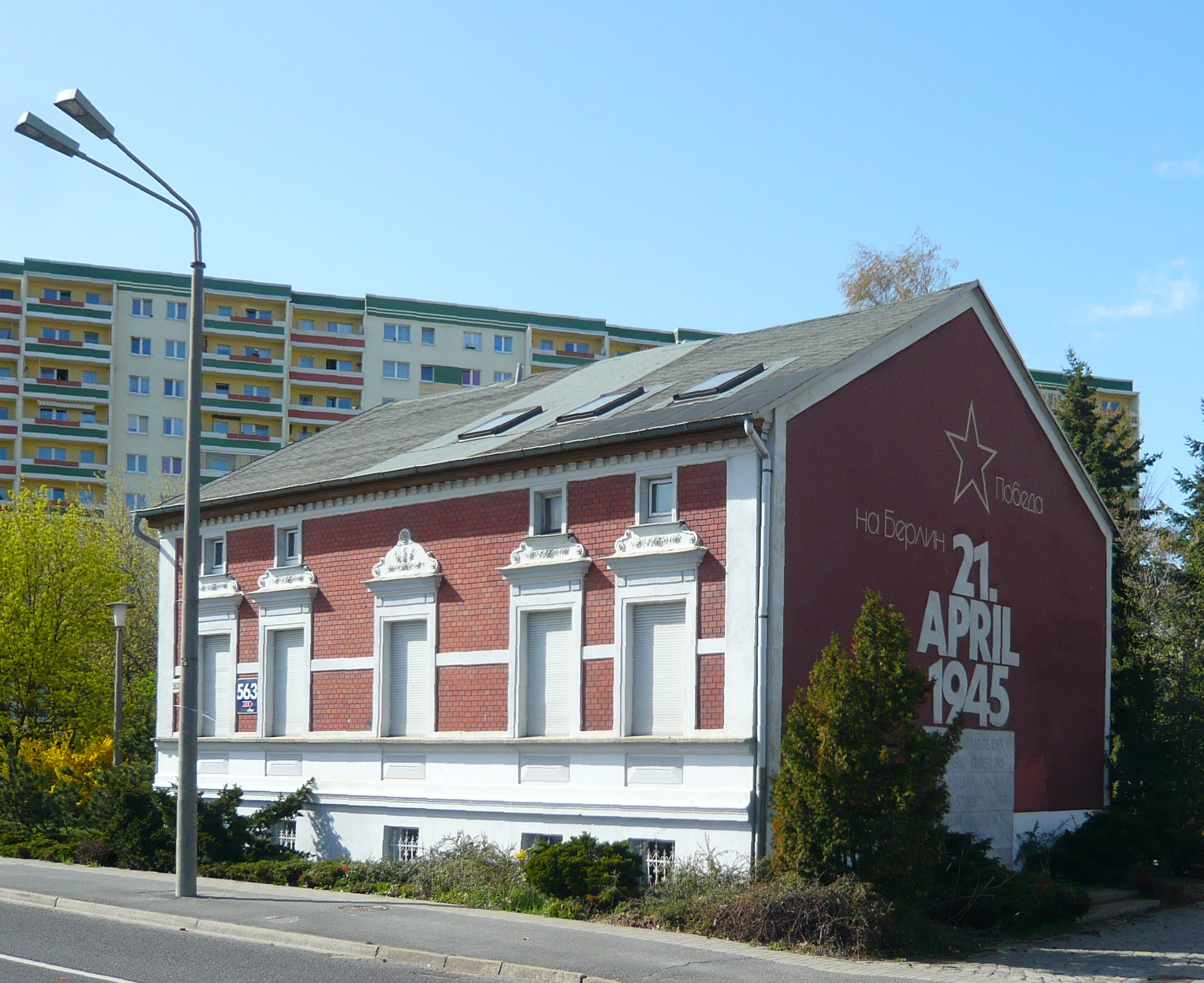
Baudenkmal Landsberger Allee 563 an der damaligen Berliner Stadtgrenze

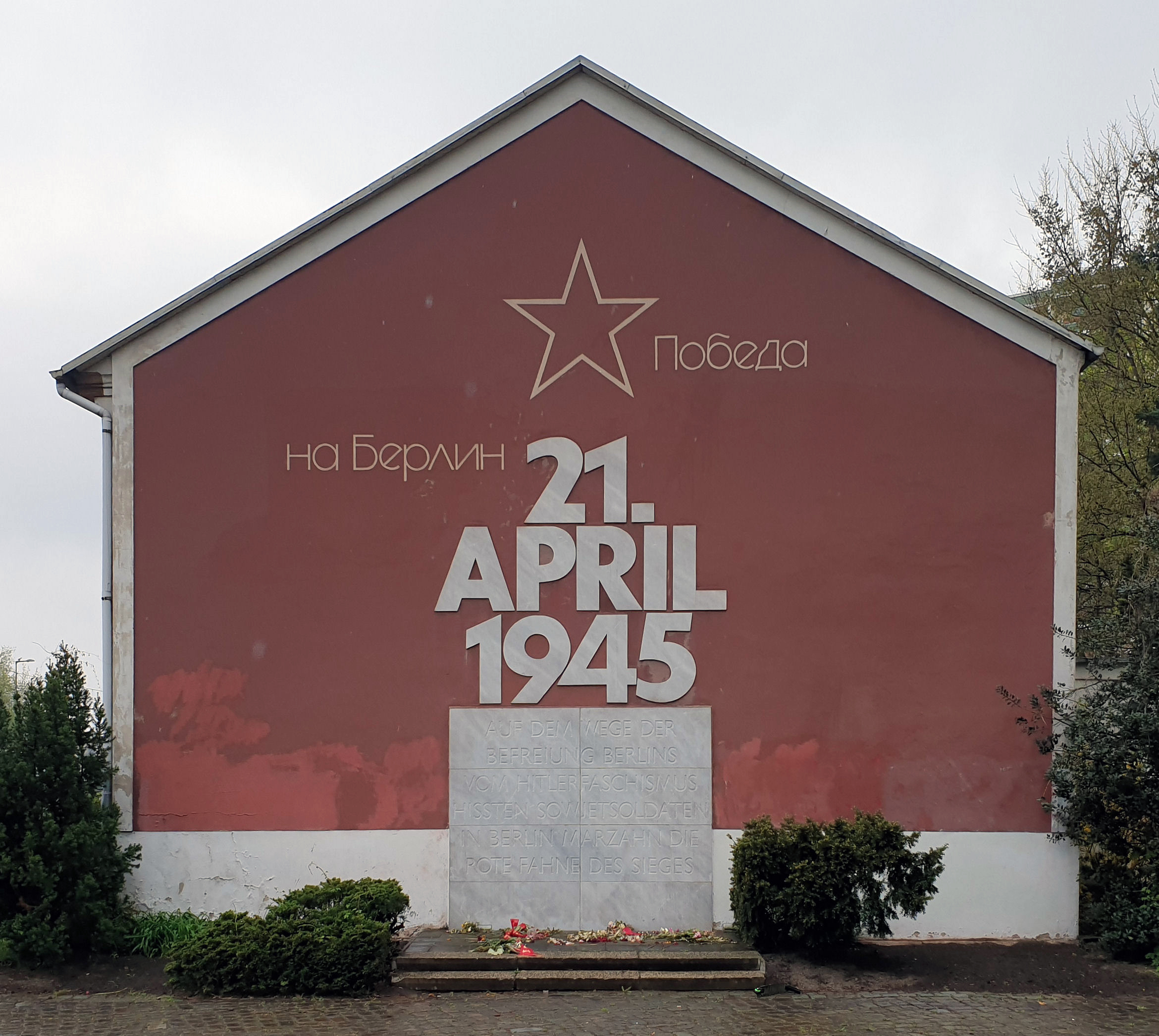
Das Bild Gedenkstätte 21. April 1945 wurde von Otto Schack gestaltet.

Am Morgen überschritt im mittleren Abschnitt Schukows die 2. Garde-Panzerarmee (General Bogdanow) den Autobahnring und wandte sich auf breiter Front gegen das Stadtgebiet (Hohenschönhausen – Marzahn – Hönow).
Einbruch ins Stadtgebiet: Eine Einheit der ebenfalls zu Schukows Truppen zählenden 5. Stoßarmee überschritt als erste die Stadtgrenze im Nordosten Berlins bei Marzahn. Ihrem Befehlshaber, Generaloberst Nikolai Erastowitsch Bersarin, fiel damit nach russischer Militärtradition das Amt des Stadtkommandanten zu. Die 3. Stoßarmee erreichte Weißensee, und südlich schwenkten die 8. Gardearmee (General Tschuikow) und die 1. Gardepanzerarmee (General Katukow) auf den Raum Erkner ein.
„Gegen 11.30 Uhr begannen die Sowjets, das Stadtzentrum mit Belagerungsgeschützen und schwerer Artillerie zu beschießen“. Das Feuer über diese Distanz überraschte alle in der Stadt, und es kam zu dramatischen Szenen: In der Stadt zerfetzten mittags Artilleriegranaten viele der überraschten Menschen – so wie am Hermannplatz in Neukölln. Inzwischen war in der gesamten Stadt die Licht-, Gas- und Wasserversorgung ausgefallen.
Das deutsche LVI. Panzerkorps zog sich auf die Linie Marzahn – Köpenick zurück. Es verlor dabei die Verbindung zur 9. Armee südöstlich der Stadt. Diesen Rückzug interpretierte Hitler als Eigenmächtigkeit und befahl die Erschießung des Kommandeurs Weidling. Hitler begann noch während der Lagebesprechung mit Schörner und Wenck, einen groß angelegten Gegenangriff zu planen.
Überraschungserfolg Konews: Während Konews Panzerspitzen auf der Reichsstraße 96 weiter auf dem Weg in den Südwesten Berlins waren, eroberte die 3. und 5. Gardearmee der 1. Ukrainischen Front die weit im Hinterland liegenden Städte Spremberg (21. April) und Cottbus (22. April).
Gegen Abend erreichten Rybalkos Panzer mit dem 6. Garde-Panzerkorps bereits Zossen und hoben dort das Oberkommando des Heeres (OKH) aus. Dessen Personal und Material war in einer Fahrzeugkolonne nach Süden verbracht worden und kurz darauf von der deutschen Luftwaffe versehentlich „erfolgreich“ bombardiert.
Am 21. April abends wurde die Einschließung der deutschen 9. Armee bei Königs Wusterhausen durch die 3. Garde-Panzerarmee Konews zusammen mit Truppen der 1. Weißrussischen Front, die aus nordöstlicher Richtung kamen, vollendet: „Die Truppen der beiden Fronten erkannten jedoch noch nicht, daß sie nur durch die ausgedehnten Wasserläufe voneinander getrennt waren.“
Berlin, das zuerst nur in die Zange genommen werden sollte, wurde durch Konews Erfolg nun direkt im Süden angegriffen. Sein Ziel war der Spreebogen mit den zentralen Regierungsgebäuden. Noch besaß Schukow keine Kenntnis über die Positionen Konews bei dessen Vorgehen auf Berlin.

### 22. April 1945
Nachdem Konews Vorausabteilungen Zossen besetzt hatten, näherten sich erste Einheiten dem Teltowkanal an der südlichen Stadtgrenze bei Teltow. Auf dem rechten Flügel „überschritten Truppen des 9. (mech.) Korps gegen 9.00 Uhr den Autobahnring und erreichten (abends) Lichterfelde, Marienfelde und Lankwitz. […] Die Panzer walzten jeden Widerstand nieder und drangen in die Wohngebiete ein.“ Konew war Schukow in den südlichen Vororten zuvorgekommen, aber er war am 23. April dringend auf eine Kräftekonzentration angewiesen – „für den Angriff auf die Innenstadt, den er selbst leiten wollte.“
Am Spätnachmittag des 22. Aprils hatte die 8. Gardearmee unter Schukows General Tschuikow im Südosten „die Vororte Dahlwitz, Schöneiche, Fichtenau, Rahnsdorf, Friedrichshagen und Wendenschloß eingenommen.“ In der Nacht erreichten sie Grünau und Falkenberg.
Schukows Truppen nutzten den Tag zur Vorbereitung auf die Straßenkämpfe oder wurden „um die nördlichen Bezirke herum zu den ihnen zugewiesenen Abschnitten für die Einschließung der Stadt geführt.“
In der Nacht zum 23. April überquerte die 47. Armee bereits die Havel bei Hennigsdorf und erhielt nun den Auftrag, „die Stadt endgültig einzuschließen und eine Sicherungslinie soweit wie möglich nach Westen vorzuschieben.“
Im nördlichen Bogen drangen Schukows Streitkräfte nach Reinickendorf und Pankow vor, im Osten standen sie in Weißensee, Lichtenberg, Karlshorst und Köpenick.

„Die Nacht vom 22. auf den 23. April war eine bedeutsame Zäsur für den Fortgang der Schlacht. Beide Seiten waren gezwungen, neu zu überdenken, wie sie die Lage in den Griff bekommen konnten. Die Russen hatten einen Vorgeschmack davon erhalten, was die nächste Phase der Operation bringen würde […] Die Deutschen mußten sich, verspätet, auf eine Belagerung mit all ihren Konsequenzen einrichten.“

## Operationen der 2. Weißrussischen Front

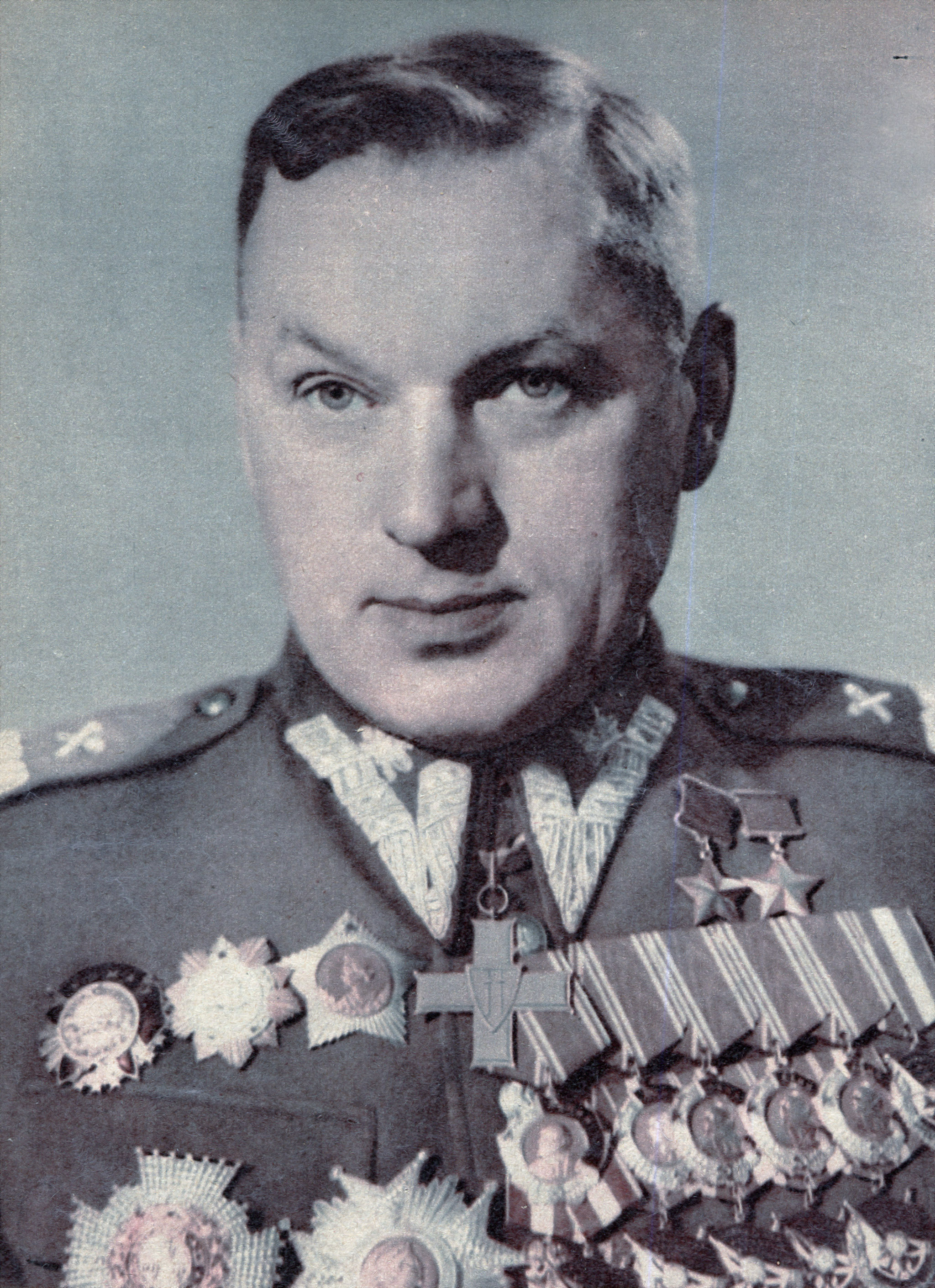
Marschall Konstantin Konstantinowitsch Rokossowski (1949)

Aufgabe der 2. Weißrussischen Front unter Rokossowski in der Planung des Oberkommandos war, ab der zweiten Phase des Großangriffs von der Oder die deutschen Linien vom Abschnitt Schukows aus bei Schwedt bis hin zur Odermündung am Großen Haff anzugreifen:

„Obwohl Rokossowskijs Operation keinen direkten Einfluß auf die Schlacht um Berlin hatte, band sie doch die Kräfte der 3. Panzerarmee und schloß so Kräfteverschiebungen an andere Frontabschnitte aus. Dadurch trug sie nicht unwesentlich zum Zusammenbruch der deutschen Oderfront bei.“

Ab 18. April gingen Rokossowskis Truppen aus dem Stettiner-Brückenkopf durch das überschwemmte Marschland vor und leiteten die Stettin-Rostocker Operation ein. Ab dem 20. April begann der Angriff auf die verteidigende 3. Panzerarmee des Generals Hasso von Manteuffel. Dessen letzte Panzer hatte Heinrici an den Südabschnitt bei Eberswalde befohlen, um dort Schukows Vorstoß aufzuhalten. Angesichts der mangelnden Ausrüstung bezeichnete Manteuffel seine Truppen als „die reinste Geisterarmee“. Er hatte auch keine Artillerie, lediglich 600 – teils einbetonierte – Flakgeschütze zur Verfügung.
Der Angriff begann mit Artillerievorbereitung, doch nur die 65. Armee unter Generaloberst Batow konnte einen stabilen Brückenkopf auf dem Westufer des westlichen Oderarms bilden.
Der General: „Am 20. April trat der Gegner zwanzigmal zum Gegenangriff an […] (Da er) seine Reserven aus der Bewegung und dazu noch in einzelnen Teilen nacheinander in das Gefecht einführte, [… konnte er] keinen Stoßkeil bilden; ihre improvisierten Attacken aber halfen ihnen wenig, obwohl sie oft und erbittert wiederholt wurden.“ Massive Gegenangriffe, auch mit Panzern, verzeichnete Batow bis zum 24. April.
Schon am 22. April erfuhr Schukow „daß die Anweisung (der Stawka) an Rokossowski aufgehoben sei, nach der die 2. Bjelorussische Front zur Umgehung Berlins von Norden angreifen sollte.“
„Die 3. Panzerarmee verteidigte trotz starken Drucks am 23. April noch verzweifelt ihre Stellungen an der Oder. Generaloberst Heinrici war klar, daß General Manteuffels Truppen nicht mehr lange standhalten würden. Er plante deswegen, sie auf die andere Seite zurückzunehmen, um ihnen die Kapitulation vor den Westalliierten zu ermöglichen.“ Auf der Südflanke war Steiner bei Oranienburg umgangen worden und musste auf den Ruppiner Kanal zurückgehen.
Am 24. April

„(war) von der Heeresgruppe Weichsel […] praktisch nur noch Manteuffels 3. Panzerarmee übrig. Manteuffel leistete erbitterten Widerstand, doch der Mittelabschnitt gab bereits gefährlich nach. Noch schlimmer war, daß Schukows Panzer, die entlang der südlichen Flanke vorstießen, jetzt nach Norden schwenken und Manteuffel einschließen konnten. Die einzige Truppe, die ihnen im Wege stand, war der Haufen des SS-Obergruppenführers Felix Steiner.“

„In der Nacht (vom 26. auf den 27. April) zog sich die 3. Panzerarmee von ihren Stellungen aus der von Süd nach Nord verlaufenden Ücker in Prenzlau zurück und gab damit die letzte Chance zu einer geschlossenen Verteidigung auf.“
Die 2. Weißrussische Front Rokossowskis besetzte in der Folge Vorpommern (Stralsund – Rostock), Mecklenburg (bis kurz vor Schwerin) und das nördliche Brandenburg (Wittstock – Wittenberge). Am 5. Mai besetzen Verbände dieser Front Peenemünde; andere trafen am Kriegsende auf Truppen der britischen 21st Army Group, die an einigen Stellen über die Elbe vorgedrungen waren.

## Deutsche Planung

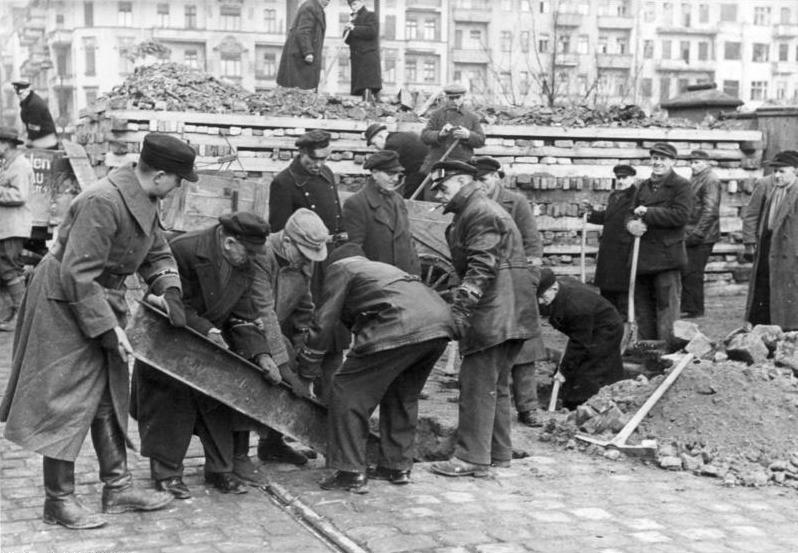
Zur Verstärkung einer Panzersperre am S-Bahnhof Hermannstraße in Neukölln graben Volkssturmmänner am 10. März 1945 Stahlträger ein

Der Befehlshaber in Berlin, Generalleutnant Hellmuth Reymann, hatte auf Veranlassung Hitlers im grundsätzlichen Befehl vom 9. März 1945 angeordnet, Berlin „bis zum letzten Mann und zur letzten Patrone“ zu verteidigen.
Für die Reichsregierung, Reichsministerien und den Sicherheitsapparat wurden schon seit Februar Evakuierungsmaßnahmen vorbereitet, die aber erst ab April 1945 zur Ausführung kamen, damit ihnen die Niederlage nicht frühzeitig eingestanden werden sollte. Hitler gab am 20. April 1945 den Fall Clausewitz aus, mit dem angesichts der herannahenden Front unter anderem die Evakuierung aller Berliner Gebäude und Gebiete, in denen Regierungs-, Wehrmacht- und SS-Dienststellen untergebracht waren, sowie die Zerstörung amtlicher Akten, Urkunden und Schriftstücke angeordnet wurde. Umgehend wurden in den Ämtern die Akten vernichtet und große Kolonnen von LKWs mit Personal und Wertgegenständen gebildet. Der Großteil der zu evakuierenden Stäbe sollte sich in Richtung Norden absetzen. Lediglich Hermann Göring ging, nachdem Hitler sich am 22. April entschieden hatte in Berlin zu bleiben, mit seinem Stab nach Süddeutschland.

## Deutsche Verteidigung
Nach vier Tagen harter Kämpfe war die deutsche Oderfront am 19. April 1945 zerbrochen. „Die Lücken noch zu schließen, war aussichtslos. Das Ringen von Heeresgruppe und Armeeoberkommando um die Genehmigung zum Absetzen hielt ohne Erfolg an. […] In diese verzweifelte Lage platzte der völlig abwegige Befehl Hitlers, …“ mit einem kombinierten Großangriff von 9. Armee und 4. Panzerarmee, „die rückwärtigen Verbindungen der 1. Ukrainischen Front ab[zu]schneiden und deren Stoß auf Berlin zum Stehen (zu) bringen. Die Armee ging über diesen undurchführbaren Befehl hinweg und fasste den Entschluß, nunmehr auch ohne Befehl, alle Maßnahmen für einen Durchstoß der Südgruppe nach Westen einzuleiten.“ Damit begannen die Versuche der deutschen Befehlshaber, sich Hitlers Befehlsgebung zu entziehen.
Während Hitler an seinem Geburtstag am 20. April sein Gehen oder Bleiben in der Reichshauptstadt erwog und seine Hoffnungen auf die 12. Armee des Panzergenerals Walther Wenck setzte, versuchte Heinrici konsequent, die Reste seiner zerschlagenen Heeresgruppe im Rückzug südlich und nördlich um Berlin herumzuführen. Als er am 29. April die „Übernahme der Geschäfte des Oberbefehlshabers der Heeresgruppe Weichsel“ an General von Manteuffel übertragen wollte – der dies jedoch ablehnte – wurde Heinrici von Generalfeldmarschall Keitel durch den General der Infanterie von Tippelskirch ersetzt.

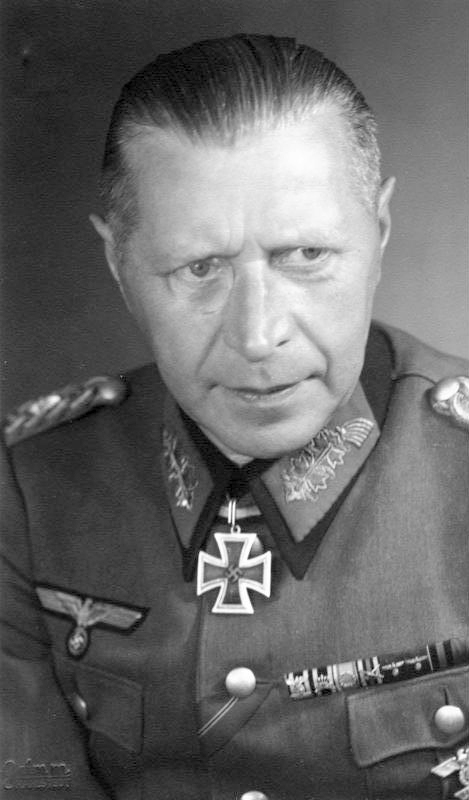
Helmuth Weidling, Kommandant der Verteidigung Berlins (Foto: 15. Januar 1943)

In Berlin löste Hitler am 21. April General Reymann als Kampfkommandant von Berlin durch Oberst Kaether ab. Als am 23. April der General der Artillerie Helmuth Weidling, Kommandeur des LVI. Panzerkorps, bei Hitler erschien, um persönlich gegen seine Erschießung auf Grund eigenmächtiger Handlungen zu protestieren, wurde er in die Lagebesprechung einbezogen: „Mit immer größer werdendem Erstaunen hörte ich die Großsprechereien des Führers.“ Er wurde von Hitler am Tag darauf zum neuen ‚Kommandanten der Verteidigung von Berlin‘ ernannt. Weidling sagte zu General Krebs, der ihm die Ernennung mitteilte: „Es wäre besser, wenn Sie befohlen hätten, mich zu erschießen, dann ginge dieser Kelch an mir vorüber!“
Weidling übernahm die Befehlsgewalt und die Einteilung Berlins in neun Verteidigungsabschnitte. Er ordnete die Verteilung der Truppen neu und bemühte sich, reguläre Truppen, die „Abteilungen des Volkssturms und zusammengewürfelte Formationen jeglicher Art“ militärisch sinnvoll zu verteilen.

### Teilnahme von Truppen anderer Nationen
Am Angriff auf Berlin und den Kämpfen gegen die Heeresgruppe Mitte nahmen auch 180.000 polnische Soldaten teil. Im Norden schirmte die polnische 1. Armee den äußeren Flügel der 1. Weißrussischen Front gegen die 3. Panzerarmee General von Manteuffels ab und überwand anschließend die Armeegruppe Steiner. Die polnische 2. Armee kämpfte im Süden gegen Reste der Heeresgruppe Mitte unter Generalfeldmarschall Ferdinand Schörner.

„Unter Hitlers Fahne kämpften in Berlin als Reste der ‚europäischen‘ SS-Verbände Vertreter fast aller europäischen Völker. Wir finden Belgier, Holländer, Dänen, Norweger, Schweden, Esten, Letten, Ukrainer, Galizier, Siebenbürger, Schweizer, Franzosen und Spanier. Am zahlreichsten waren Franzosen und Spanier.“ Darunter waren die neunzig Franzosen der Rest-Division Charlemagne, „die nicht für Hitler, sondern für Europa gegen die Sowjets weiterkämpfen wollten.“

Damit wurde, wie der Historiker Anthony Beevor kommentierte, „der Fall von Berlin zum Scheiterhaufen für die Reste der europäischen extremen Rechten.“

## Lage in der Stadt

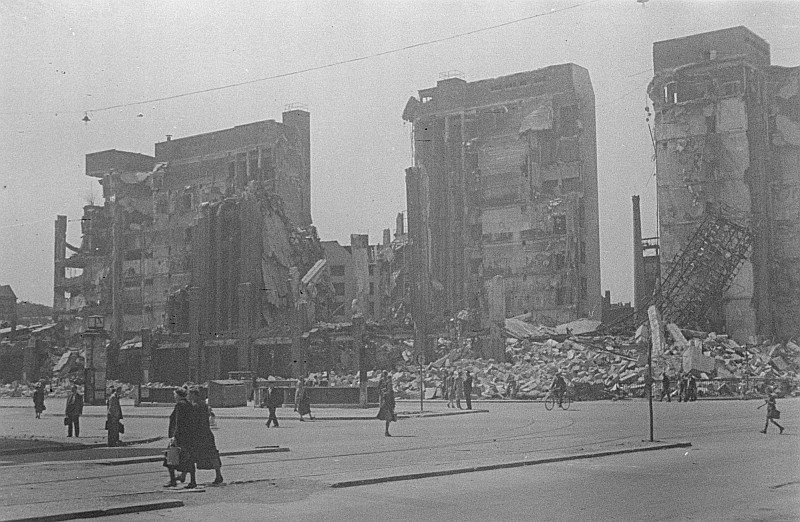
Ruine des Kaufhauses Karstadt am Hermannplatz

Die Zivilbevölkerung Berlins wurde von den Militärbehörden zu Beginn der Schlacht um Berlin auf noch etwa 2,7 Millionen Einwohner geschätzt. 1939 waren 4,3 Millionen Menschen gezählt worden; nun waren es fast 40 Prozent weniger. Von den verbliebenen Einwohnern waren etwa zwei Drittel Personen weiblichen Geschlechts jeder Altersstufe. Das Drittel der männlichen Zivilbevölkerung machten vor allem Kinder und Jugendliche bis zum Alter von 16 Jahren und ältere Männer über 60 Jahre aus. Ein Großteil der vormaligen Einwohner Berlins war, wenn nicht als Soldaten an verschiedenen Frontabschnitten oder in Kriegsgefangenschaft, dann durch Evakuierungen oder Flucht – in der Regel nach Westen – nicht mehr in der Stadt (siehe auch Kinderlandverschickung). In den elf Wochen vor der Schlacht waren zudem etwa 200.000 Menschen durch 85 Luftangriffe, zumeist von britischen oder US-Bombern, zur Flucht aus Berlin veranlasst oder getötet worden. Berlin glich bereits zu Beginn der Landoffensive der Roten Armee auf Stadtteile im Zentrum einer Trümmerlandschaft.
In diesen letzten Kriegstagen kam es zu ausgedehnten Zerstörungen von Gebäuden und der Verkehrs-Infrastruktur. So wurden unter nicht geklärten Umständen das Warenhaus Karstadt am Hermannplatz und der Nord-Süd-Tunnel der S-Bahn unter dem Landwehrkanal gesprengt, was eine Flutung großer Teile der U-Bahn und den Tod von ein- bis zweihundert Menschen zur Folge hatte (→ Geschichte der Berliner U-Bahn).
Während dieser Apriltage nutzten fanatische Nationalsozialisten und SS-Führer Standgerichte und Exekutionskommandos, um ein Weiterkämpfen bis zum Ende zu erzwingen. Propagandistisch eingepeitscht wurde die aussichtslose Verteidigung Berlins durch Goebbels, der zusammen mit dem Staatssekretär des Propagandaministeriums, Werner Naumann, das Kampfblatt für die Verteidiger Groß-Berlins mit dem Titel Der Panzerbär herausgab. In diesen Mitteilungen wurde Treue zum „Führer“ gefordert und gleichzeitig Hoffnung auf einen Endsieg gemacht.

## Innerer Verteidigungsring

### 23. April 1945
Neben dem Aufmarsch im Osten ermöglichte die nördliche Umfassung Berlins durch die Truppen Schukows mehrere Angriffskeile in Richtung Innenstadt. Im Süden standen Konews Truppen vor dem Teltowkanal.
Norden
Die Angriffsspitze im Nordwesten an der Havel bildete die 47. Armee, der das 9. Garde-Panzerkorps, das 7. Garde-Kavalleriekorps und die 1. polnische Mörserbrigade unterstellt waren. Am Abend des 23. April standen die ersten Einheiten am Rand von Nauen.
Im Abschnitt Tegel begannen am 23. April dreitägige Kämpfe mit einem Werkschutz-Bataillon, das sich dann zu Wittlers Brotfabrik im Wedding zurückzog. Andere sowjetische Truppen umgingen die Stellung jedoch nach Hermsdorf, Waidmannslust und Wittenau – weiter östlich stieß das 12. Gardekorps über Lübars, Blankenfelde, Rosenthal nach Reinickendorf vor und kämpfte um das Rathaus Pankow. Das 79. Schützenkorps der 3. Stoßarmee stand in Niederschönhausen.
Osten
Die 5. Stoßarmee kämpfte im Bereich Schlachthof Storkower Straße (26. Garde-Schützenkorps) und an der S-Bahnlinie um den Bahnhof Berlin Ostkreuz (32. Schützenkorps). Das 9. Schützenkorps nahm Karlshorst mit seiner Pionierschule. „Gegen Abend des 23. April hatten die Kampfverbände der 8. Gardearmee die Stadtteile Karlshorst, Uhlenhorst, Schöneweide und Köpenick genommen und kämpften westlich der Dahme“.
„Am Abend erreichten auch die Boote der Dnjepr-Flottille den Schauplatz, um die Truppen beim Übergang (über die Spree) zu unterstützen […] und um Berlin (auch) von Süden her anzugreifen.“

### Konkurrenz Schukow – Konew
„Man war weit hinter dem Zeitplan zurück, Stalin drängte, und Schukow muß über die Fortschritte Konews besorgt gewesen sein.“
Die 3. Garde-Panzerarmee Konews gruppierte an diesem Tag um und schloss „zu den Vorausabteilungen südlich des äußeren Verteidigungsringes zwischen Stahnsdorf und Lichtenrade auf.“ Hier nun überschätzte Konew die Kräfte der Verteidigung hinter dem Teltowkanal erheblich und ließ sich durch seinen überdimensionierten Artillerieeinsatz aufhalten.
Der Misserfolg bewog Stalin zur Klärung der Aufgabenstellung seiner Feldmarschälle:

„Von diesem Tag an, dem 23. April, so lautete der Befehl (Nr. 11074), verlaufe die Grenze zwischen der 1. Weißrussischen Front und der 1. Ukrainischen Front von Lübben über Teupitz, Mittenwalde, Mariendorf zum Anhalter Bahnhof. Konjew war zutiefst enttäuscht: Stalin hatte Schukow den Siegespreis zugesprochen. Die Grenzlinie, die gerade durch die Stadt verlief, zwang Konjew mit seinen Truppen etwa 140 Meter westlich des Reichstages anzuhalten, auf dem die sowjetische Fahne aufgepflanzt werden sollte.“

Die Hauptaufgabe von Konews Heeresgruppe bestand somit wieder im Vorstoß südlich Berlins. So erreichten seine Truppen Potsdam, Beelitz, Lehnin und bewegten sich in Richtung Torgau an der Elbe. Dazu kam der Vormarsch in Richtung Bautzen und Dresden.

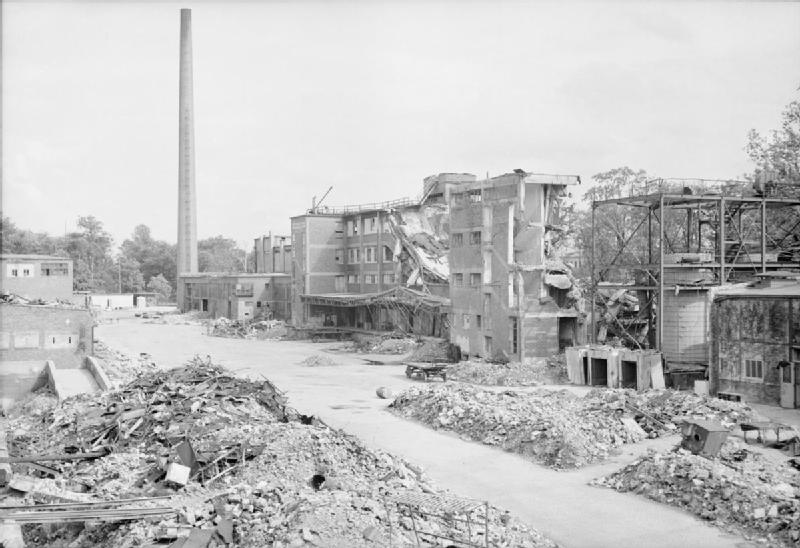
Siemensstadt

### 24. April 1945
Norden/Osten
Das 12. Garde-Panzerkorps besetzte den Bereich Jungfernheide (heute Flugplatz Tegel) bis zum Hohenzollernkanal – nachts erlitt es jedoch schwere Verluste im Industriekomplex Siemensstadt. Das 79. Korps wurde durch den Widerstand um die Strafanstalt Plötzensee und am Westhafen aufgehalten.
„Das 12. Gardekorps begann in den Arbeiterbezirk Wedding einzusickern.“ Am Bahnhof Wedding, einer Schlüsselstellung im inneren Verteidigungsring, gelang der Durchbruch erst nach dem Einsatz schwerer Artillerie. Der Humboldthain mit dem Flakbunker wurde umgangen und abgeriegelt, die Besatzung kämpfte bis zum Ende.
Wenig Widerstand traf das 7. Korps in Prenzlauer Berg an; der innere Verteidigungsring wurde in Richtung Alexanderplatz durchbrochen.
Die 5. Stoßarmee (26. Gardekorps, 32. Korps) drang entlang der Frankfurter Allee vor – stärkerer Widerstand erfolgte im Wirkungsbereich des Flakturmes Friedrichshain. Das 9. Korps der 5. Stoßarmee überschritt in den frühen Morgenstunden des 24. April die Spree in Höhe des Treptower Parks. 16.000 Mann wurden von der Dnjepr-Flottille übergesetzt. Dagegen formierte sich Widerstand durch die SS-Freiwilligen-Division „Nordland“.
„Die 301. Schützendivision nahm das Kraftwerk Rummelsburg in Besitz – unzerstört und betriebsbereit.“
Süden
Aus der südlichen Umfassung Berlins durch Konew begann am frühen Morgen des 24. April nach 55-minütigem Artilleriebeschuss der Angriff über den Teltowkanal, der trotz der Unterlegenheit ihrer Kräfte (in Lankwitz) „nach Anfangserfolgen von der deutschen Verteidigung unter schweren sowjetischen Verlusten und unter Aufgabe des russischen Brückenkopfs zurückgeschlagen (wird).“ Im Zentrum waren Konews Truppen beim Übergang erfolgreicher und konnten bis zum Abend den Südteil Zehlendorfs unter Kontrolle bringen. Die Verteidiger zogen sich auf die Wannseeinsel zurück.
Im Süden Berlins erreichte die Rote Armee die östlichen Vororte Potsdams sowie die Linie Brandenburg – Wittenberg.
Führerlage (Reichskanzlei)
Der deutsche Stabsoffizier Gerhard Boldt, der vom 22. April an nach Berlin kommandiert worden war, um Hitlers Lagebesprechungen vorzubereiten, notierte in seinen Erinnerungen zum Tag:
„Mittags: [Flughafen] Tempelhof unter Beschuss, fällt aus, 17 Uhr auch Gatow, Ausbau Ost-West-Achse [als Landebahn], Verstärkung Beschuss Zentrum (abends), […] Nacht zum 25.4.: Zusammenlegung OKW/OKH, Nachricht vom Einschluss [der Stadt].“

## Umfassung und Vormarsch ins Zentrum

### 25. April 1945
Die 2. Weißrussische Front zwang südlich Stettin die 3. Panzerarmee zum Rückzug. „Heinrici gab Manteuffel augenblicklich die gewünschte Rückzugserlaubnis und befahl ausdrücklich die ‚Festung Stettin‘ zu räumen.“ Danach informierte er das OKW, das „achtundvierzig Stunden (benötigte), bis ein empörter Keitel bei ihm anrief.“
In Berlin begann der von Hitler am 24. April zum Stadtkommandanten bestimmte General Weidling mit der Reorganisation der Verteidigung.
Marschall Nowikow, der Befehlshaber der sowjetischen Luftflotte, setzte

„eine großangelegte Luftoperation gegen Berlin unter dem Namen ‚Operation Salut‘ in Szene. Ein erster Schlag wurde von Bombern der 18. Luftarmee geführt; ihm folgten den ganzen Tag pausenlose Luftangriffe der 16. Luftarmee. Alles in allem waren 1368 Maschinen im Einsatz – einschließlich 569 Sturzkampfbombern (Pe-2), die auf besonders festgelegte Ziele eingesetzt wurden.“

Ebenfalls am 25. April trafen sowjetische und amerikanische Soldaten an der Elbe bei Torgau zusammen (→ Elbe Day).

### Einschließung Berlins
Die südliche Umfassung durch Konews Front mit der 4. Gardepanzerarmee (General Leljuschenko) schloss auch Potsdam ein. Auf diesem Weg traf das 6. (mech.) Gardekorps am 25. April 1945 westlich der Reichshauptstadt bei Ketzin/Havel auf die über die Havel herankommende 47. Armee (General Perchorowitsch) aus Schukows Front. Damit war der Ring um Berlin endgültig geschlossen. Bis zuletzt blieb jedoch die westliche, durch Seen und Wälder unübersichtliche Seite Berlins lückenhaft besetzt.
Im Westen brach die Besatzung Spandaus in der Nacht vom 25. auf den 26. April zur Stadtmitte hin aus.

### Vor der Innenstadt
Norden:
Um Siemensstadt wurde vom 25. bis zum 28. April gekämpft. Das 79. Korps gewann die Strafanstalt Plötzensee und wurde am Westhafenkanal festgehalten. Das 12. Gardekorps nahm in Moabit die unzerstörte Fennbrücke im Handstreich. Der Flakturm Humboldthain behinderte im Nordosten den Vormarsch. Harten Widerstand gab es auch nördlich der Invalidenstraße, das 7. Korps erreichte den Alexanderplatz.
Osten:
Die 5. Stoßarmee kam in Friedrichshain nur langsam voran. Die Eroberung des Schlesischen Bahnhofs (heute Ostbahnhof) bezeichnete Schukow später als eine der „schwierigsten Aufgaben.“
Süden:
Die 8. Gardearmee und die 1. Garde-Panzerarmee drangen über den Teltowkanal nach Tempelhof und westlich des Tempelhofer Damms vor.
Im Südosten sickerten sowjetische Truppen in Neukölln ein. Die 3. Garde-Panzerarmee des Generalobersten Rybalko kämpfte in den südwestlichen Vororten am S-Bahnring und stieß über den Botanischen Garten nach Schmargendorf, Nikolassee und Dahlem zum Grunewald vor. Ein Keil drang über Steglitz nach Schöneberg.
Konew begann eine Truppen-Konzentration mit der Absicht eines Vorstoßes zum Potsdamer Platz.
Führerlage Reichskanzlei
„Der Artillerieeinsatz der Russen nahm beinahe stündlich zu. 18 Uhr: Spitzen in Zehlendorf und tief in Neukölln. Berlin nur ‚Versorgungsbomben‘. […] Erkundigungen zur ‚Moral der Truppe‘.“

### 26. April 1945
Südwesten:
Die 12. Armee des Generalobersten Wenck formierte sich in Richtung auf Potsdam (statt nach Jüterbog) und erreichte Beelitz. Konew musste sein 10. Garde-Panzerkorps frei bekommen, um es Wenck entgegenzustellen. Im Berliner Südwesten begannen in den dicht bebauten Gebieten die Straßenkämpfe.
Westen:
Nach dem Erreichen der Heerstraße schwenkten Teile der 3. Garde-Panzerarmee „nach rechts in Richtung Charlottenburg und begannen sich langsam durch die Wohnbezirke auf beiden Seiten dieser breiten Durchgangsstraße vorzuschieben. Der Widerstand der Verteidigung nahm erst zu, als ihr unerwartetes Auftauchen bemerkt wurde.“
Süden:

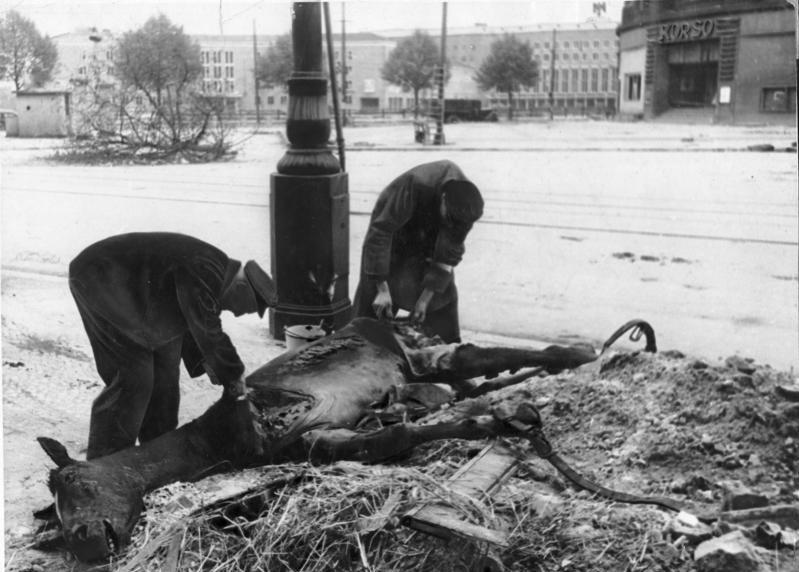
Einwohner zerlegen ein Pferd (Flughafen Tempelhof)

Nach einem letzten Gegenangriff in Neukölln zog sich die Division Nordland am nächsten Morgen zur Stadtmitte zurück. Nach der Eroberung des Flughafens Tempelhof besetzten Tschuikows Truppen den Viktoriapark (am nächsten Tag wurde auf Sicht der Anhalter Bahnhof beschossen). Der linke Flügel drang über die Yorckstraße zum Kleistpark und erreichte über die Potsdamer Straße bis zum Abend die Kurfürstenstraße. Der rechte Flügel stand in der Nacht zum 27. April vor dem Landwehrkanal, dessen Brücken kurz zuvor gesprengt worden waren.
Norden:
Mit starker Unterstützung der Luftflotte des Marschalls Nowikow wurde der Westhafen-Kanal überwunden und bis zum Abend war ein großer Teil von Moabit in sowjetischer Hand. Der Alexanderplatz wurde noch heftig umkämpft.
Führerlage (Reichskanzlei):
„Morgens: Munitionslage / Einsatz JU 52 / Teltow-Kanallinie überrannt […] Neukölln Südrand Flughafen / Weißensee / Reinickendorf / Tegel verloren / Kämpfe Stettiner- und Görlitzer Bahnhof / gegen Abend Charlottenburg […] Telefonbucherhebungen:“

„Sie ergaben in ihrer Vielzahl ein ziemlich lückenloses Bild und waren im Ergebnis wesentlich klarer als die teilweise recht verworrenen Meldungen von der Truppe.“

### 27. April 1945
Süden:

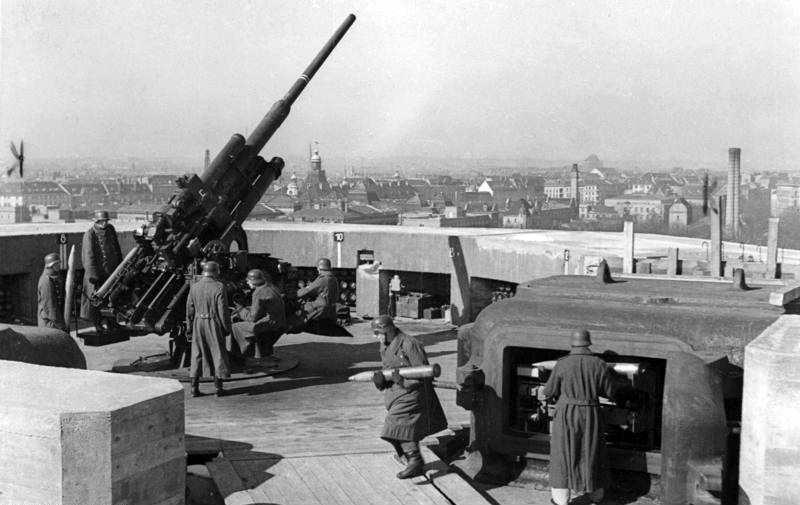
Flakturm Zoo 1942; die Flak wurde 1945 im Erdkampf eingesetzt

Tschuikow legte eine Art Ruhetag für seine Truppen zur Vorbereitung auf den Kanalübergang ein. Auch der Beschuss wurde weitgehend eingestellt. Das 28. Gardekorps unter Tschuikow umging deutsche Positionen am Nollendorfplatz und am Lützowplatz, um bis zur Budapester Straße voranzukommen: „Einigen Sowjetpanzern gelang es, auf das Zoogelände durchzubrechen und von dort das Feuer gegen die Flaktürme zu eröffnen.“ Dieser Vorstoß beraubte die 3. Garde-Panzerarmee Konews, die in schwere Kämpfe um den Fehrbelliner Platz verwickelt war, praktisch jeder Möglichkeit, noch vor den Truppen Schukows den Reichstag einzunehmen.
Westen:
Am 27. April ging der Flugplatz Gatow endgültig verloren: Am Vortag flog Hanna Reitsch vom Flugplatz mit Generaloberst Robert von Greim zum Führerbunker in das bereits vollständig eingeschlossene Berlin.
Die Sowjettruppen eroberten das gesamte Westufer der Havel. Die Kämpfe in Charlottenburg nahmen an Schärfe zu, denn Weidling hatte, „um sich ein Ausfalltor nach Westen offenzuhalten, einen Teil der 18. Panzergrenadierdivision zur Unterstützung der örtlichen Verteidigung abgestellt.“ Das 79. Korps in Moabit, das weiterhin nur langsam (auch gegen die Wlassow-Einheiten) vorankam, zielte bereits auf den Spreebogen mit dem Reichstag.
Die 5. Stoßarmee kämpfte zwischen Spree und Alexanderplatz – das 9. Korps auf der anderen Seite des Flusses drang in Kreuzberg ein und erreichte entlang der Oranienstraße den Moritzplatz.
Nach der Auflösung der 3. Panzerarmee Manteuffels im Norden und dem Verzicht Steiners auf jede Offensivbewegung, richtete sich „die einzige noch realistische Hoffnung der Verteidiger der Stadt Berlin […] auf Wencks 12. Armee, die einen Fluchtweg nach Westen öffnen konnte [und …] nur noch etwa zehn Kilometer von Potsdam entfernt (war).“

## Kämpfe im Zentrum

### 28. April 1945
„Am 28. April drangen die Russen ins Stadtzentrum ein.“
Vor dem Landwehrkanal gegenüber dem Anhalter Bahnhof hielt die sowjetische Aufklärungsarbeit den ganzen Tag an. Die S- und U-Bahnlinien unter dem Kanal waren verbarrikadiert und für den Vorstoß nicht nutzbar.
Das 79. Korps in Moabit, dem die 2. Garde-Panzerarmee folgte, erreichte die Moltkebrücke am Spreebogen und bereitete sich auf den Sturm auf das Regierungsviertel vor.
Aus südöstlicher Richtung griff das 32. Korps der 5. Stoßarmee die Fischerinsel an, das 9. Korps besetzte das Gebiet um den Spittelmarkt.
Zu dieser Zeit wurden die letzten Operationen der Luftwaffe trotz des Mangels an Treibstoff ausgeführt. Der letzte deutsche Aufklärungsflug des Krieges führte um 16:30 am Landwehrkanal vorbei bis zum sowjetischen Hauptquartier, wo das Flugzeug letztendlich aufgrund einer mangelhaften Ausbildung des Piloten abgeschossen wurde. Bis zum Kriegsende hatten die alliierten Luftstreitkräfte die absolute Luftherrschaft über den Kampfgebieten inne, so dass deutsche Flugzeuge nur noch zu Einzelaktionen und dabei oft zur Flucht nach Westen zum Einsatz kamen.
Am 28. April hatte Konew mit der 3. Garde-Panzerarmee von Westen her den letzten Versuch unternommen, über Savignyplatz und Zoo zur ‚Zitadelle‘ vorzustoßen: „Der Hauptangriff verlief wie geplant, und erst später am Vormittag stellte es sich plötzlich heraus, daß fast die ganze Osthälfte der Angriffsfront von Tschuikows Verbänden besetzt war, die Konjews Artillerievorbereitung wohl kaum begrüßt haben werden.“

### Kampf um den Reichstag
Der Reichstag verkörperte für die sowjetische Seite von Stalin bis zum einfachsten Soldaten den „Nazifaschismus“. Er war das symbolische Angriffsziel.
Am 28. April erhielt der Kommandant des 79. Schützenkorps, das zur 3. Stoßarmee gehörte, Generalmajor Perewjortkin, den Befehl, den Reichstag zu erobern. In der Nacht vom 28. auf den 29. April drangen die sowjetischen Truppen über die halbzerstörte und mit Barrikaden versehene Moltkebrücke über den Spreebogen vor. In der Fortsetzung des Angriffs eroberten sie bis zum Abend des 29. April das vom Reichsinnenministerium genutzte, von ihnen „Haus Himmlers“ genannte, ehemalige Generalstabsgebäude. In den Morgenstunden des 30. April begann von hier aus der Beschuss des Reichstags und ab 14 Uhr der direkte Angriff über den Königsplatz. Bis zum Abend fielen die oberen Stockwerke; im Keller wurde weiter gekämpft.

„Der Druck, den Stalin ausübte, um die Rote Fahne zu den Maifeierlichkeiten auf dem Reichstag wehen zu sehen, war so groß, daß keiner in der Befehlskette sich auch nur dem Verdacht aussetzen wollte, er sabotiere dieses Ziel. Verluste spielten von nun an keine Rolle mehr.“

### 29. April 1945

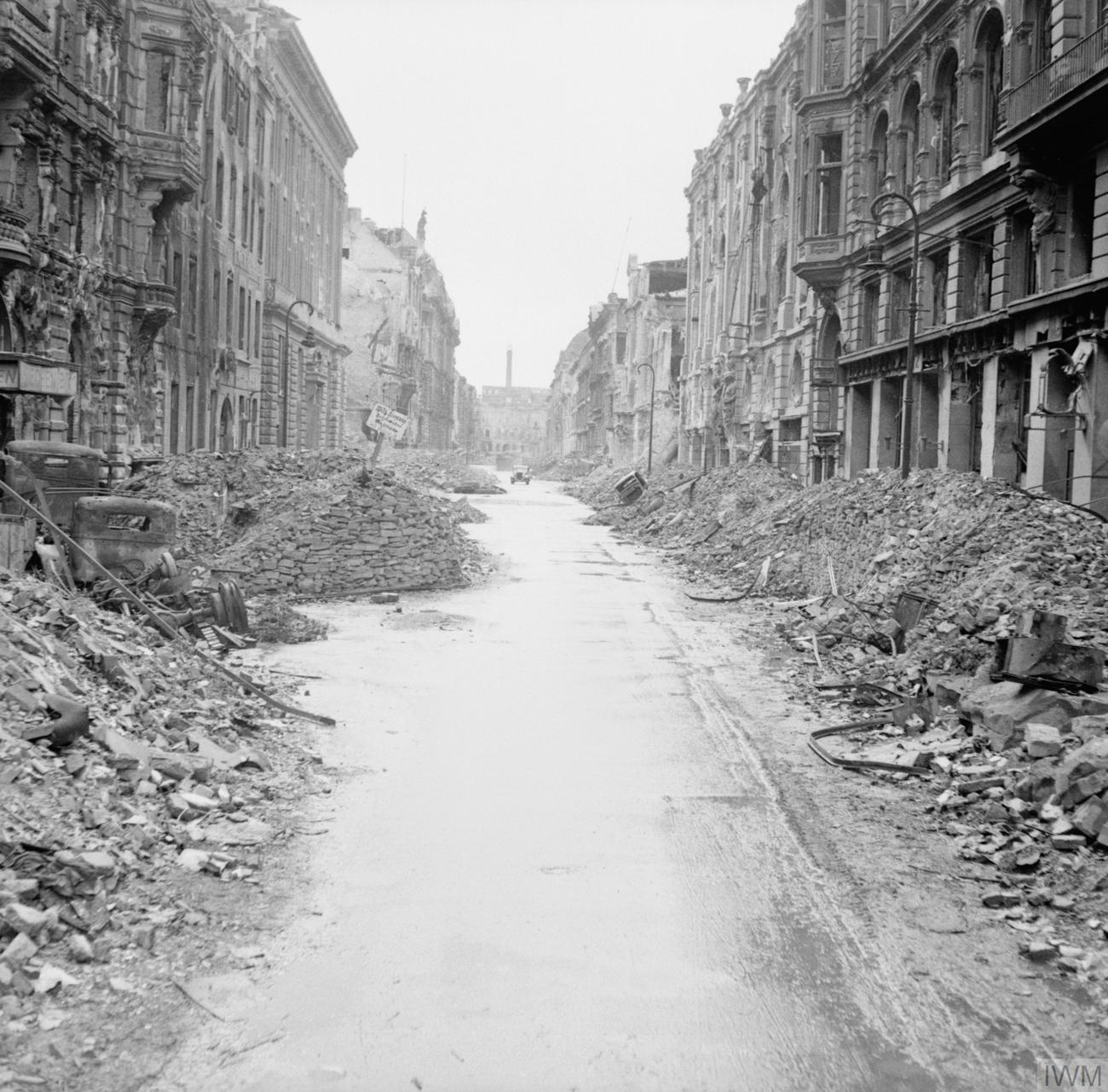
Zerstörungen in Berlin-Mitte unweit der Straße Unter den Linden

Nordwesten: „Am Morgen des 29. gelang der Durchbruch im Abschnitt der 2. Garde-Panzerarmee;“ – die Ruine des Schlosses Charlottenburg wurde besetzt, die Verteidigung beim S-Bahnhof Jungfernheide überwunden und die Landzunge am Zusammenfluss von Spree und Landwehrkanal in Angriff genommen.
Norden: „Der Angriff des 79. Korps (in der Nacht) über die Moltkebrücke war ein tollkühnes und blutiges Unternehmen“ – da der Lehrter Güterbahnhof noch nicht erobert war, kam es von dort zu Gegenangriffen und einer teilweisen Zerstörung der Brücke. Im Morgengrauen war jedoch ein Brückenkopf in einem Häuserblock auf der anderen Uferseite gebildet worden: „Die 150. Division bereitete sich darauf vor, über die Moltkestraße zum Haupteingang des Innenministeriums, ‚Himmlers Haus‘, wie sie es nannten, vorzustoßen. […] Die Kämpfe zogen sich schnell über die Haupttreppe in alle Stockwerke und hielten den ganzen Tag und die Nacht über an. […] Zwischen 8.30 und 10.00 Uhr erfolgte starker Artilleriebeschuß der Stellungen am Reichstag.“
Nordosten: Starker Widerstand am befestigten Stettiner Bahnhof (heute: Berlin Nordbahnhof), in der Stadtmitte wurde das Rote Rathaus gestürmt.
Südwesten: Der Vorstoß in Wilmersdorf, der auf den Bereich Zoologischer Garten und den dortigen Flakbunker zielte, geriet für die Sowjettruppen zum „Durcheinander“, da sich hier die nachts veränderte Frontgrenze befand und sich Konews und Schukows Truppen im Zusammenhang der Kämpfe „verwickelten“. Sie konnten erst in der folgenden Nacht neu geordnet werden.
An der südlichen Front in der Stadt wurde der Kampf um die nur teilweise zerstörte Potsdamer Brücke geführt. Gegen Abend war der Weg zum Potsdamer Platz freigekämpft.
Mit der Überquerung des Landwehrkanals über die Trümmer des Hochbahnhofs Möckernbrücke im Laufe des 29. April – später konnten Panzer über eine Pontonbrücke am Halleschen Tor nachgezogen werden – erreichten die Truppen Schukows ihren „Orientierungspunkt, an dem die beiden angreifenden Fronten aufeinander stießen.“
Ein Kampf um den Anhalter Bahnhof fand jedoch nicht statt – die riesige Zahl der Flüchtlinge dort hielt beide Seiten davon ab, zumal sich Verteidiger und Angreifer auf die nächste Position um das Luftfahrtministerium (heute Detlev-Rohwedder-Haus) konzentrierten. Dramen spielten sich im Anhalter Hochbunker und unterirdisch in den S-Bahn-Anlagen ab.
Am Abend des 29. April ließ Hitler

„[…] Mohnke kommen, der für die Verteidigung der ‚Zitadelle‘ verantwortlich ist [… er berichtet:] Im Norden steht der Russe kurz vor der Weidendammer Brücke. Im Osten am Lustgarten. Im Süden am Potsdamer Platz und am Luftfahrtministerium. Im Westen im Tiergarten, 300 bis 400 Meter vor der Reichskanzlei. Hitler fragte weiter: ‚Wie lange können Sie noch halten?‘ ‚Höchstens noch 20 bis 24 Stunden, mein Führer, nicht länger.‘“

### Hoffnungen auf Entsatz
Den Befehl Hitlers zum Durchbruch nach Berlin, der Wenck am 23. April persönlich im Forsthaus „Alte Hölle“ bei Wiesenburg/Mark im Fläming durch Generalfeldmarschall Wilhelm Keitel, Chef des Oberkommandos der Wehrmacht, überbracht worden war, konnte und wollte Wenck nicht ausführen. Zwar konnte die deutsche 12. Armee unter Wenck nochmals bis in den Raum Ferch vordringen und Ende April die Reste der aus dem Kessel von Halbe ausgebrochenen deutschen 9. Armee und 15.000–20.000 Soldaten aus dem eingeschlossenen Potsdam aufnehmen, doch zielten die Operationen Wencks letztlich darauf ab, den bei Halbe eingekesselten und sich dann in Richtung Beelitz kämpfenden deutschen Verbänden den Weg in die amerikanische Kriegsgefangenschaft offen zu halten.
Die Gefechte in Berlin gestalteten sich als ein erbitterter Häuserkampf. Oft wurde verbissen um nur wenige Gebäude oder um die Bahnlinien gekämpft. Die sowjetischen Verbände waren im Stadtgebiet stets Scharfschützen und Kämpfern mit Panzerfäusten ausgesetzt. Bei den Kämpfen verlor die Rote Armee nach Konews Angabe etwa 800 Panzer gegen die regulären Truppen und die mit Panzerabwehrwaffen ausgerüsteten Kämpfer des Volkssturms und der Hitlerjugend. Die Übermacht der Roten Armee war jedoch zu stark, sodass die deutschen Verteidiger ihre Stellungen oft nicht lange halten konnten und dann zurückweichen mussten.
In der Nacht zum 30. April erhielt Hitler von Generaloberst Alfred Jodl (Chef des Wehrmachtführungsstabes) den Funkspruch Spitze Wenck liegt südlich Schwielowsee fest. 12. Armee kann daher Angriff auf Berlin nicht fortsetzen. Damit war klar, dass es keinen Entsatz geben würde.

### Nero-Befehle Hitlers
Die Lebensmittelvorräte der Stadt waren auf Hitlers Befehl vom 19. März 1945 hin größtenteils vernichtet worden. 128 der 226 Brücken waren gesprengt und 87 Pumpen funktionsuntüchtig gemacht worden. Arbeiter hatten die von der SS vorbereitete Sprengung des Kraftwerks Klingenberg, des Wasserwerks Johannisthal sowie weiterer Pumpstationen, Bahnanlagen und Brücken in letzter Minute sabotiert und verhindert.

## Kampf um die „Zitadelle“
Die Intensität der Kämpfe in Berlin nahmen nach Berichten beider Seiten zum Ende hin zu, sie konzentrierten sich auf deutscher Seite auf den Kern der Verteidigung im Spreebogen und den Versuch, den Weg in Richtung Westen frei zu halten.
In der Zitadelle „[standen] den Sowjets […] schätzungsweise 5000 Mann gegenüber, überwiegend SS-Verbände, aber nicht nur Waffen-SS. Zwei Bataillone Volkssturm, das Bataillon ‚Großadmiral Dönitz‘, in Stralsund aus Offiziersanwärtern der Marine aufgestellt und eilig nach Berlin gebracht, und einige kleinere Einheiten der 9. Fallschirmjägerdivision vervollständigten die deutsche Verteidigung. Unterstützt wurden diese Kräfte durch leichte Artillerie und Feldgeschütze, eine Anzahl der berühmten 88-mm-Flakgeschütze und Mörser.“
Eine weitaus stärkere Besetzung stellte Hans Fritzsche im Zentrum fest, das er zu Fuß abschritt:
„In der Nacht zum 1. Mai lief ich zu verschiedenen kämpfenden Gruppen […] in dem kleinen Viertel zwischen Gendarmenmarkt, Reichstag, Bahnhof Friedrichstraße und Luftfahrtministerium. Ich hatte den Eindruck, daß hier weit über 10.000 Mann standen, ungerechnet die sicher auch 2000 bis 3000 Mann zählenden SS-Einheiten in der Reichskanzlei.“
Kommandant der Zitadelle war der SS-Brigadeführer Wilhelm Mohnke.

### Polnische Division
Als einzige Formation neben der Roten Armee nahm an der Erstürmung des Zentrums von Berlin die 1. polnische Infanterie-Division „Tadeusz Kościuszko“ unter Generalmajor Wojciech Bewziuk teil. Der im Mai 1943 in Lenino aufgestellte Verband wurde mit General Marian Spychalski in den Straßenkämpfen im Nordwesten Berlins eingesetzt. Er verfügte noch von Kämpfen in Warschau bzw. Praga über besondere Erfahrungen im Straßenkampf und rückte im Verband mit der sowjetischen 2. Garde-Panzerarmee des Generals Bogdanow vor. Die Kościuszko-Division stieß entlang der Neuen Kantstraße zum Karl-August-Platz vor. Sie nahm an der Eroberung der Technischen Hochschule, des S-Bahnhofs Tiergarten und vier weiterer U-Bahnhöfe teil. Weitere Kämpfe führte sie entlang der Franklinstraße, der Englischen Straße, am Salzufer sowie im Tiergarten und am hinteren Teil der Reichskanzlei.

### 30. April 1945

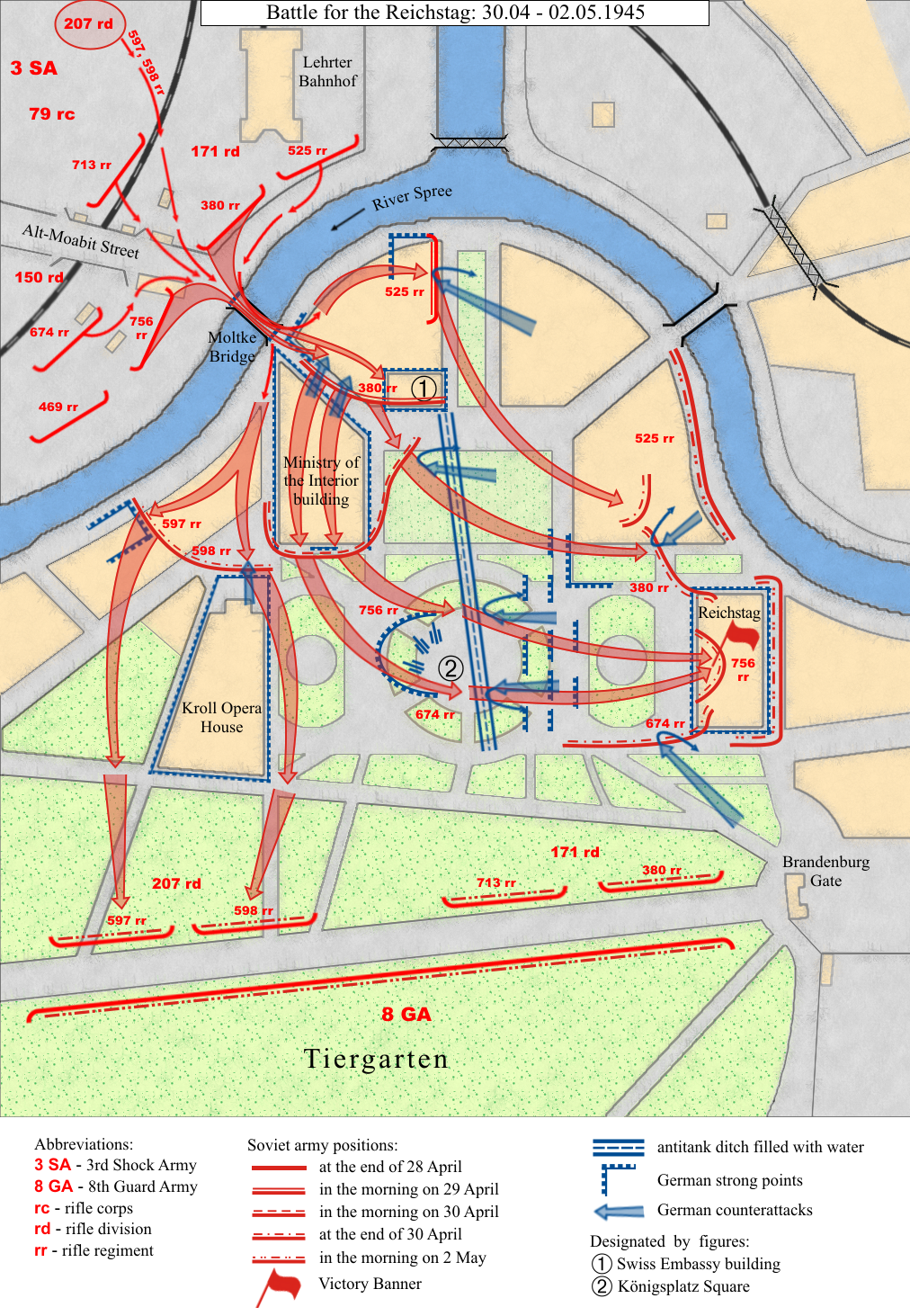
Kämpfe um das Regierungsviertel und den Reichstag

Kampf um den Reichstag: Um 4 Uhr morgens hatte die 150. Schützendivision das Innenministerium erobert und die 171. Division die Westhälfte des Diplomatenviertels besetzt. Die ersten Angriffe auf den Reichstag über den Königsplatz scheiterten, da umliegende Gebäude – vor allem die Ruine der Krolloper – noch von Deutschen besetzt waren und ihre Einnahme bis gegen Mittag andauerte.
Der erfolgreiche Angriff begann um 14 Uhr und um 22:00 Uhr desselben Tages wehte die sowjetische Siegesflagge auf der Kuppel des Gebäudes. Oberstleutnant Michail Petrowitsch Minin sowie drei weitere Rotarmisten, darunter Rachimschan Koschkarbajew, hatten bei einbrechender Dunkelheit als Erste die sowjetische Fahne auf dem Reichstag gehisst. Zwar war damit der Reichstag als Gebäude besetzt, doch wurde in den Kellern noch weitergekämpft. Die fotografische Medienikone Auf dem Berliner Reichstag, 2. Mai 1945 von Jewgeni Ananjewitsch Chaldei entstand erst zwei Tage später.
Am Abend des 30. April oblag es Tschuikow, seinem Oberbefehlshaber Schukow mitzuteilen, dass Stalins Wunsch, „zur Feier des 1. Mai ganz Berlin eingenommen (zu) haben“ nicht in Erfüllung gehen werde. Die Weitergabe dieser Nachricht an Stalin oblag dann Schukow.
Zoobunker (Flakturm): „Entsetzliche Kämpfe“ tobten in den Straßen um den Zoo, der von den sowjetischen Truppen über die Schloßstraße und die Berliner Straße (heute Otto-Suhr-Allee) erreicht wurde: „Die Verluste der Infanterie hatten die schwindelnde Höhe von 90 % erreicht, daher wurde entschieden, die 1. polnische Division ‚Tadeusz Kościuszko‘ der 1. polnischen Armee in dieser Nacht zur Verstärkung der 2. Garde-Panzerarmee abzustellen.“ Weitere polnische Verbände wurden in Kampfgruppen auf sowjetische Brigaden aufgeteilt.
Westen: „Der 30. April brachte besonders erbitterte Kämpfe in den Bezirken Charlottenburg und Wilmersdorf, als die 2. und 3. Garde-Panzerarmee an der S-Bahn, die die Frontgrenze bildete, zusammentrafen und deutsche Truppen versuchten, einen Weg in den westlichen Teil der Stadt offenzuhalten. […] Der Strom nach Westen verstärkte sich.“ (Kämpfe in Westend)
Südlich des Spreebogens (Landwehrkanal): „Tschuikow berichtet: Nach der Eroberung einiger kleinerer Brückenköpfe über dem Landwehrkanal gingen die Einheiten meiner Armee von Süden her zum Sturm auf den Tiergarten über.“

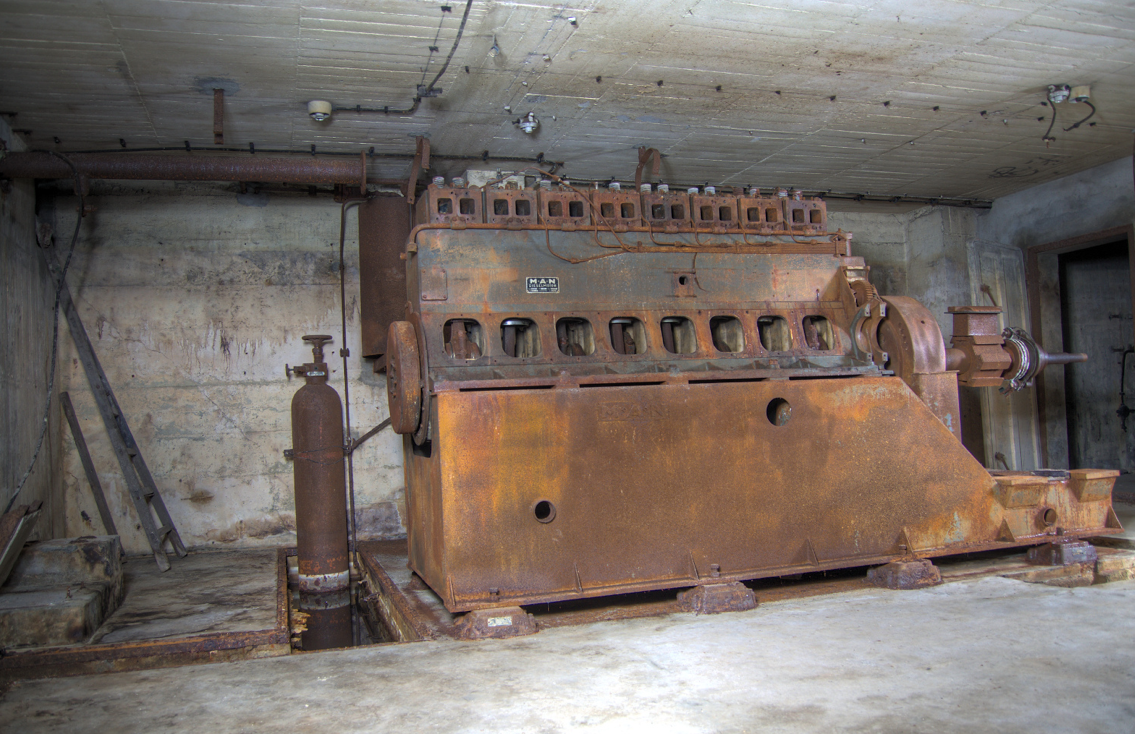
Im Bunker: Dieselmotor des Notstromaggregats

Im Anhalter Hochbunker fiel die Stromversorgung aus – die Finsternis wurde nur durch Kerzen gemildert. Im Bunker wurde alles, „wo ein Hakenkreuz drauf ist“, vernichtet. Der Stillstand des Generators führte nicht nur zum Ausfall der Beleuchtung, sondern vor allem der Lüftung – dadurch stiegen die Temperaturen rasch an, oben wurden bereits 60 Grad Celsius gemessen. Es kam zu zunehmend unerträglichen und chaotischen Zuständen im Innern. Die Selbsttötungen häuften sich. Die Pumpe am Askanischen Platz fiel durch einen Granattreffer aus. „Auf dem Platz vor dem Bahnhof, gewissermaßen vor unserer Haustür, stehen schon die russischen Panzer.“
Deutsche Seite: Ein Weidling-Bericht bestätigte „tiefe Keile des Gegners […] im Gebiet des Potsdamer Platzes und des Anhalter Bahnhofes [und] längs der Wilhelmstraße fast bis zum Luftfahrtministerium, eine breite Lücke zwischen Spittelmarkt und dem Alexanderplatz und Kämpfe in der Nähe des Reichstagsgebäudes. Beide Seiten der Leipziger Straße waren in der Hand der Russen.“
Nach Angaben von General Krebs bei den Unterhandlungen am 1. Mai mit General Tschuikow setzten Adolf Hitler und seine am Vortag angetraute Frau Eva Braun am 30. April 1945 um 15:15 Uhr ihrem Leben ein Ende.
Goebbels verhandelt: Nach Hitlers Tod kam es unter verschiedenen Fraktionen zu Auseinandersetzungen um die Fortführung der Kämpfe. Abends, 30. April: General Krebs will verhandeln und dazu einen Waffenstillstand „erbitten“. [Besprechung unter Leitung von Goebbels war erfolgt.] Der Propagandaminister „nahm das Heft an sich“ (Axmann-Bericht).
Noch am 30. April, gegen 16 Uhr, erhielt General Weidling (nach eigener Darstellung) einen Hitler-Brief mit der Erlaubnis überbracht, „in kleinen Gruppen aus der Einkesselung auszubrechen.“ Die Erlaubnis wurde bald darauf von Mohnke widerrufen. Persönlich in der Reichskanzlei vorsprechend, erfuhr Weidling durch Krebs vom Tod Adolf Hitlers und von dessen „Politischem Testament“ mit der Zusammensetzung einer neuen Reichsregierung. Nun sollte ein Waffenstillstand erbeten werden, bis die „neue Regierung in Berlin zusammengetreten sei; […] um mit Rußland in Verhandlungen über eine Kapitulation Deutschlands einzutreten.“ Kurz vor Mitternacht stellte ein Parlamentär einen Kontakt mit Tschuikows Truppen her.

## 1. Mai 1945
„Während die Russen teilweise den 1. Mai feiern, gehen die Kämpfe in der Innenstadt mit unverminderter Härte weiter.“
Da der Anhalter Hochbunker als Verteidigungsanlage angesehen wird, steht er unter pausenlosem Direktbeschuss. Frühmorgens ab fünf Uhr werden die 10.000 Schutzsuchenden über unterirdische Gänge in die S-Bahn-Station Anhalter Bahnhof evakuiert. Von dort aus sollen sie durch den Tunnel-Schacht bis zum Stettiner Bahnhof vor dem Nordausgang geführt werden. Das unterirdische Bahnen-Netz ist mit Menschen überfüllt.
„In den Schächten und den Bahnhöfen der U-Bahn und der S-Bahn liegen Tausende verwundeter Soldaten und Zivilisten. Wie groß ihre Zahl wirklich war, wird nie jemand erfahren.“
Erste Gespräche: Um 3:50 Uhr frühmorgens am 1. Mai trafen General Krebs, Oberst Theodor von Dufving, Chef des Stabes des LVI. Panzerkorps, und ein Dolmetscher mit einem Schreiben von Goebbels ein, das auf Rechtstitel aus Hitlers Testament bestand, die für Friedensverhandlungen notwendig seien. Tschuikow ließ sich nach einigem Hin und Her mit Schukow verbinden, der seinerseits Stalin informierte. Stalin bestand auf der bedingungslosen Kapitulation und wünschte keine Verhandlungen. Falls dem nicht Folge geleistet würde, werde Berlin ab 1. Mai um 10:15 Uhr wieder unter Artilleriefeuer genommen.
Die von sowjetischen Truppen eingeschlossene Zitadelle Spandau wird nach Verhandlungen am Nachmittag des 1. Mai übergeben.

### Kapitulationsverhandlungen
Um 13 Uhr am 1. Mai kehrte Krebs zurück. Reichsjugendführer Axmann berichtete: Goebbels wies es zurück, seine „Unterschrift unter eine Kapitulationsurkunde zu setzen. […] Gegen 20:30 Uhr kam ich wieder in den Bunker der Reichskanzlei zurück. Auf dem Gang traf ich Mohnke. Er sagte: ‚Dr. Goebbels und seine Frau sind tot.‘“ Die Generale Krebs und Burgdorf sowie andere Militärs töteten sich selbst.
Weitere Verhandlungen hatte Goebbels zudem mit dem Kommandeur der Truppen der 5. Stoßarmee versucht, die vor der Reichskanzlei standen. Der Oberst der 301. Division wurde jedoch nicht ermächtigt, Verhandlungen zu führen. Da die Angelegenheit aber Stunden in Anspruch nahm, in denen in diesem Abschnitt Waffenruhe herrschte, kam es an diesem Tag nicht mehr zum eigentlich befohlenen Sturm auf die Reichskanzlei.
General Weidling berichtete über die Lage in der Stadt in der zweiten Hälfte des 1. Mai: „In den Händen der Russen waren: der Bahnhof Zoologischer Garten, die Weidendammbrücke, der Spittelmarkt, die Leipziger Straße, der Potsdamer Platz, die Potsdamer Brücke und die Bendlerbrücke. Widerstand in Wilmersdorf zerschlagen, Lage im Westen der Stadt unbekannt.“
Die von Stalin angedrohte erneute Offensive begann nun ab 18:30 Uhr mit heftigem Artillerie- und Raketenbeschuss. Das 29. Gardekorps der 2. Garde-Panzerarmee überschritt die Budapester Straße und durchbrach die Zoomauer. Die Kaiser-Wilhelm-Gedächtniskirche wurde erobert und der Turm mit Scharfschützen und Artilleriebeobachtern besetzt. Im östlichen Tiergarten wurde die Siegesallee erreicht. Die Einnahme des Potsdamer Bahnhofs und des Potsdamer Platzes wurde gemeldet. „Die 66. Garde-Panzerbrigade säuberte ihren Abschnitt nördlich des Landwehrkanals und nahm den Stützpunkt am S-Bahnhof Tiergarten.“ Der Stützpunkt in der Technischen Hochschule wurde erstürmt. Von Süden her überschritt die 3. Garde-Panzerarmee (Konews) den Kurfürstendamm „und um 8.30 Uhr am folgenden Morgen [2. Mai] trafen die beiden Panzerarmeen in der Nähe des Savignyplatzes zusammen.“

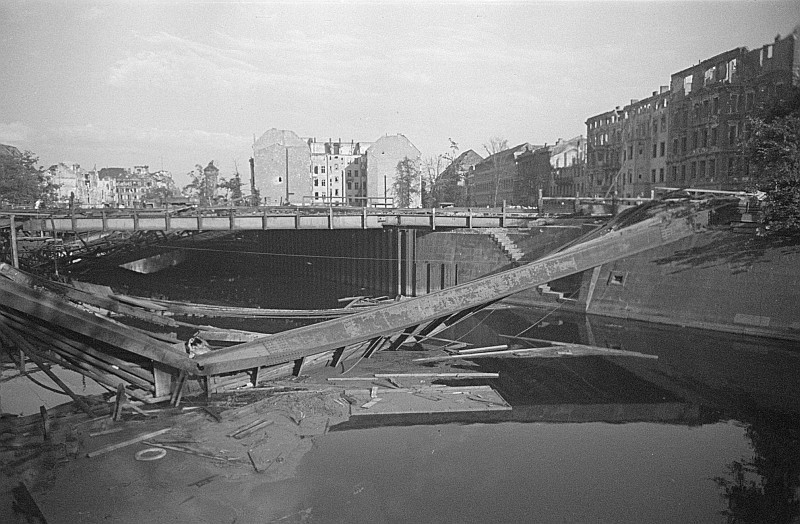
Die Potsdamer Brücke (im Hintergrund, nur links beschädigt, hier repariert) war noch begehbar; vorn die zerstörte Notkabelbrücke, Zustand Oktober 1945

Um 20 Uhr am 1. Mai, zurück von einer weiteren Vorsprache in der Reichskanzlei und in Kenntnis der gescheiterten Verhandlungsversuche, ließ Weidling die Soldaten seines Gefechtsstandes zu sich rufen: „Alle waren sie mit mir darin einig: es gab nur einen möglichen Ausweg, und zwar die Kapitulation. […] Um Mitternacht [vom 1. auf den 2. Mai] überschritt Oberst von Dufving als Parlamentär abermals unsere Kampflinie.“

„Am 2. Mai, kurz vor 1 Uhr morgens, fing die 79. russische Gardeschützendivision einen Funkspruch auf. Er lautete: ‚Hier LVI. Panzerkorps. Wir bitten, das Feuer einzustellen. Um 12 Uhr 50 Berliner Zeit entsenden wir Parlamentäre auf Potsdamer Brücke.‘ […] Die Russen antworteten: Verstanden. Verstanden. Übermitteln ihre Bitte an Chef des Stabes. Als General Tschuikow die Botschaft erhielt, ordnete er sofort die Einstellung des Feuers an.“

## Kapitulation 2. Mai 1945
Der nunmehr von General Helmuth Weidling zur Erklärung der Teilkapitulation beauftragte Oberst von Dufving traf zu seinem Erstaunen bei Tschuikow auf eine zivile Delegation unter der Führung von Hans Fritzsche, Ministerialdirigent im Propagandaministerium, der anbot, im Rundfunk die Kapitulation Berlins zu verkünden. Während dies noch verhandelt wurde, traf General Weidling persönlich bei Tschuikow in dessen Hauptquartier im Haus Schulenburgring 2 in Tempelhof ein. Für Historiker Peter Lieb war die Kapitulation Berlins der wichtigste Schritt hin zum tatsächlichen Kriegsende. Auch die wenigen noch relativ intakten Heereseinheiten der Wehrmacht hätten so das Signal bekommen: Es ist vorbei. 

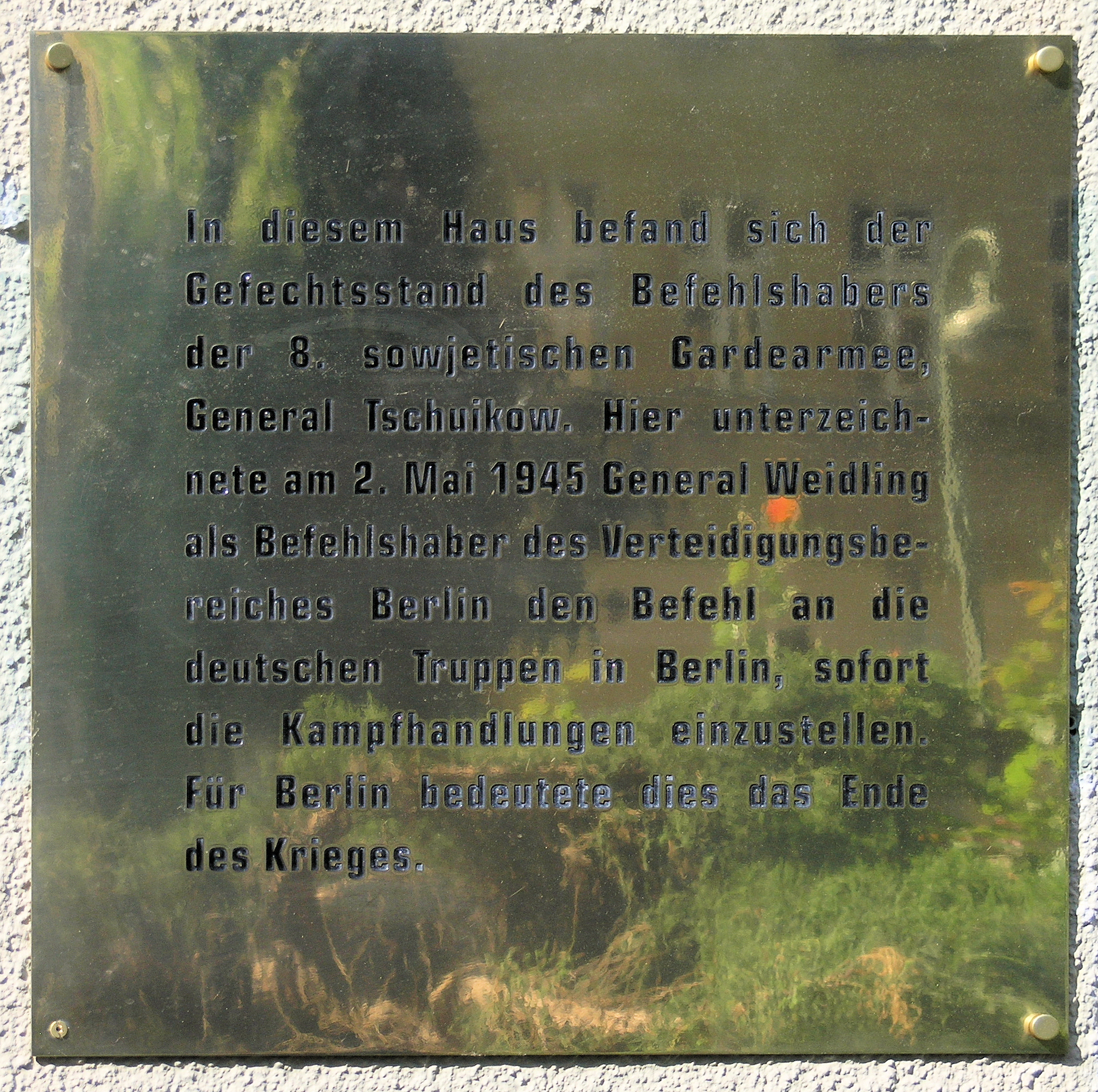
Ort der Übergabe der Stadt am Morgen des 2. Mai 1945

Damit stand den sowjetischen Truppen ein militärischer Befehlshaber in Person gegenüber, der auch faktisch in der Lage war, die Kampfhandlungen auf deutscher Seite einzustellen. Seinen Worten zufolge hatte er den Befehl dazu bereits um 6 Uhr morgens den ihm direkt unterstellten Truppen (dem LVI. Panzerkorps und angeschlossenen Verbänden) erteilt, auf Grund fehlender Verbindungen konnte er die allgemeine Einstellung der Kämpfe jedoch nicht garantieren.
Am 2. Mai, um 7:50 Uhr, begann Weidling mit der Abfassung des Kapitulationsbefehls. Es wurden Lautsprecherwagen mit je einem sowjetischen und einem deutschen Offizier in die Stadt geschickt. Zur Vervielfältigung sprach Weidling den Kapitulationsbefehl auf Band.
Die Verteidiger in den Kellern des Reichstages widerstanden bis zur Erreichung des Kapitulationsbefehls am 2. Mai, 13 Uhr: „Dann erst legten die 1500 Überlebenden die Waffen nieder.“
„Die Beendigung der Feindseligkeiten war auf den 2. Mai 1945, 13 Uhr, festgelegt worden, aber es war wohl eher 17 Uhr, als alle Kampfhandlungen in der Stadt eingestellt waren. […] Die Russen behaupten, an diesem Tag in Berlin 134.000 Gefangene gemacht zu haben, aber sie trieben auch alle arbeitsfähigen Männer und selbst Frauen und Jugendliche zusammen, um sie in die Arbeitslager der Sowjetunion zu bringen.“ In seinem „Sonder-Tagesbefehl“ vom 2. Mai nennt Stalin „bis 21 Uhr […] mehr als 70.000 deutsche Soldaten und Offiziere“ als Gefangene.
Über den Ruinen der Stadt war bereits am 2. Mai um 6:55 Uhr Moskauer Zeit auf dem Brandenburger Tor neben der sowjetischen auch die weiß-rote Flagge Polens gehisst worden.

### Letzte Kämpfe
Überliefert ist das Andauern von Kampfhandlungen im Umfeld des Flakturms im Volkspark Humboldthain. Die Übergabe erfolgte dort am 3. Mai um 12 Uhr.

### Umfeld Berlin
In der Nacht des 30. April auf den 1. Mai schlugen sich die Reste von Theodor Busses 9. Armee in andauerndem Kampf zu den Linien der 12. Armee Wencks durch.
Busse schätzte, dass 40.000 Mann und mehrere tausende Flüchtlinge die Elbe erreicht hatten. Dazu kamen die Soldaten der Heeresabteilung Spree des Generals Reymann aus dem Raum Potsdam. Der Befehlshaber der 9. US-Armee an der Elbe war jedoch nur bereit, die Soldaten, nicht aber die Flüchtlinge aufzunehmen. Die sowjetischen Luftangriffe auf die deutschen Truppen zwangen jedoch die Amerikaner von der Elbe zurück, so „daß die Deutschen die am 4. Mai beginnende Überquerung unbeobachtet von den Amerikanern durchführen konnten. Das XX. Armeekorps schirmte die Operation ab, die erst um Mitternacht des 7. Mai abgeschlossen war. Wenck schätzte, daß [bis dahin insgesamt] ungefähr hunderttausend Soldaten und dreihunderttausend Flüchtlinge erfolgreich evakuiert worden sind.“
Am 2. Mai war die 2. Weißrussische Front bis zur Linie Wittenberge – Parchim – Bad Doberan vorgedrungen. Die britische 21. Armeegruppe hatte Lübeck und Wismar besetzt, die 9. US-Armee Ludwigslust und Schwerin und dabei die Reste der 3. Panzerarmee und der 21. Armee eingeschlossen. Nachts konnte General Hasso von Manteuffel vor US-Truppen und General Kurt von Tippelskirch vor britischen Truppen kapitulieren.

### Ausbruchsversuche
In der Nacht vom 30. April auf den 1. Mai bereiteten sich mehrere Kampfgruppen auf Ausbruchsversuche vor.
Eine Gruppe von 300 Soldaten, die auf ihrem Weg auch „auf eine österreichische Panzereinheit mit fünfzehn ‚Tiger‘-Panzern stieß“, kam mit zahlreichen zivilen Flüchtlingen über die Heerstraße bis nach Döberitz, wo sie sich ergeben musste.
Eine große Gruppe unter Führung von Generalmajor Sydow brach mit den Resten der Panzer-Division Müncheberg und der 18. Panzergrenadierdivision vom Zoo über die Kantstraße und nach heftigen Kämpfen am Olympiastadion vorbei – zum Teil durch die U-Bahn-Tunnel – über Ruhleben und die unzerstörte Charlottenbrücke nach Spandau durch. Eine sehr große Zahl von Flüchtlingen hatte sich hier angeschlossen. Ein Teil erreichte in den nächsten Tagen die Elbe.
General Bärenfänger zog vom Alexanderplatz über den Humboldthain mit einem Teil seiner Truppen durch eine Frontlücke nach Norden. Die Panzer wurden am frühen Morgen des 2. Mai etwa 15 Kilometer nordwestlich Berlins abgefangen. Einigen Mannschaften war die Flucht gelungen.
Der Ausbruchsversuch aus der Reichskanzlei in verschiedenen Gruppen endete in einem Panzergefecht auf der Weidendammer Brücke (Gustav Krukenberg) und am Lehrter Bahnhof (Martin Bormann); andere ergaben sich (z. B. Wilhelm Mohnke). Einzelne wie Artur Axmann konnten entkommen.
Die lettische SS-Einheit im Luftfahrtministerium war „bei den Ausbruchsplänen übersehen worden.“ Einige der Männer konnten sich später noch durchschlagen; viele französische SS-Angehörige entschieden sich für die Übergabe.

## Strategisches Ringen um Berlin: Entscheidende Schlacht der Marschälle Schukow und Konew
Nachdem Stalin die Eroberung der Reichshauptstadt Schukow zugesprochen hatte, gab er kurz nach dem Angriffsbeginn von der Oderlinie auch dem zu Beginn erfolgreicheren Konew diese Chance. Schukow wurde erst später davon unterrichtet.
Nachdem beide Marschälle direkt nach Berlin marschiert waren, war es nur eine Frage der Zeit, bis Schukow die Lage durchschauen würde. Sein Armeeführer im Südosten Berlins, Tschuikow, bemerkte Konews rasch in den Süden der Stadt vorstrebende Panzerkeile beim Kampf um den Flughafen Schönefeld:
„Die Verbände des linken Flügels des XXVIII. Gardeschützenkorps sind heute um 6 Uhr im Raum des Flughafens Schönefeld mit Einheiten der 3. Gardepanzerarmee des Generalobersten Rybalko zusammengetroffen.“
Umgehend setzte Schukow die 5. Stoßarmee Bersarins auf Treptow und Kreuzberg an, um seinem Konkurrenten den Weg von Süden ins Zentrum zu verlegen. Da die SS-Division Nordland hartnäckig den Görlitzer Bahnhof bis hin zum Rathaus Neukölln verteidigte und Schukows Armee aufhielt, konnte Konew seinen Schwerpunkt zum Flughafen Tempelhof verschieben und plante, von dort auf den Anhalter Bahnhof zuzugehen. Doch stand er noch vor dem Teltowkanal, der zum äußeren Verteidigungsring Berlins gehörte, und diese Linie bremste seinen Vormarsch. Tschuikow konnte den Flughafen Tempelhof erobern und am 27. April auch die Linie vor dem Landwehrkanal bis zur Potsdamer Brücke besetzen.
Im weiteren Verlauf musste sich Konews 3. Garde-Panzerarmee (Rybalko) ihren Weg von Südwesten zur Stadtmitte bahnen, und nach einem letzten Versuch, zum Potsdamer Platz vorzudringen, traf Rybalko auf die von Norden und Süden vorstoßenden Truppen Schukows weit abgedrängt westlich des Zoos beim Savignyplatz.

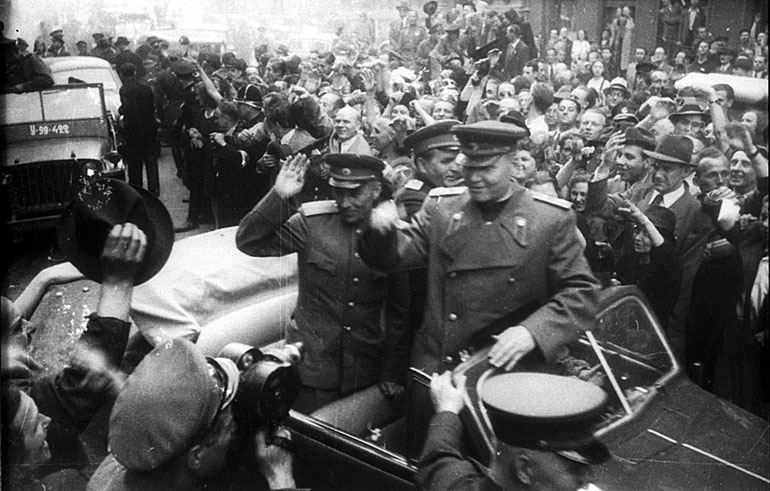
Konew in Prag, Mai 1945

Das gleichzeitige Vorgehen der beiden Marschälle hatte jedoch den Fall Berlins beschleunigt. Konew musste schon vor der Kapitulation seine Truppen umgruppieren und seine eigentliche Aufgabe, die Eroberung von Dresden und später von Prag, in Angriff nehmen:
„Am (2. Mai) begann Marschall Konew, seine Truppen aus dem Berliner Raum abzuziehen, als Vorbereitung für eine weitere große Operation zusammen mit der 2. und 4. Ukrainischen Front gegen die Heeresgruppe Mitte in der Tschechoslowakei, die am 6. Mai beginnen sollte.“

## Folgen

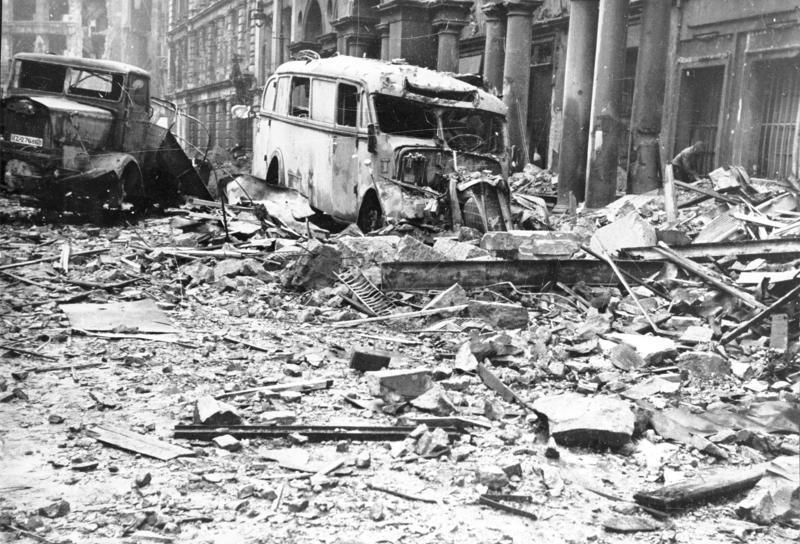
Verwüstete Straße in Berlin

Die Schlacht um Berlin steht sinnbildlich für die Brutalität des gesamten Krieges. Obwohl der Krieg für Deutschland schon lange verloren war, hatte Hitler noch am Ende befohlen, Widerstand bis zum letzten Mann zu leisten. Mit dem Volkssturm wurden tausende Jugendliche und alte Männer in den letzten Wochen des Krieges geopfert. Deserteure oder Zivilisten, die sich kritisch äußerten, wurden auch noch in den letzten Tagen des Krieges von der SS und der Feldgendarmerie erschossen. Auch Stalin opferte Tausende sowjetische Soldaten, indem er die Eroberung Berlins so bald wie möglich forderte, um den Amerikanern zuvorzukommen und so auch einen propagandistischen Sieg für die Sowjetunion zu verzeichnen. So verlor die Rote Armee allein in den Anfangstagen der Offensive ca. 80.000 Mann und viele beim Häuserkampf in Berlin. Im Überblick betrachtet, existieren jedoch über die Verluste beider Seiten, sowohl unter den Soldaten als auch unter den Zivilisten, keine genauen Zahlen. In unterschiedlichen Quellen variieren die geschätzten Angaben über die Anzahl der in unmittelbarer Folge der Schlacht um Berlin ums Leben gekommenen Menschen erheblich; nach neuesten seriösen Forschungen verlor die Wehrmacht insgesamt mehr als 100.000 Mann an Gefallenen in und um Berlin (einschließlich der Schlacht um die Seelower Höhen und im Kessel von Halbe). Noch Jahrzehnte nach der Schlacht wurden oft durch Zufall bei Bauarbeiten noch verschollene Tote gefunden, die teilweise in Massengräbern verscharrt worden waren. Die in diesem Artikel angegebenen Zahlen spiegeln lediglich einen Mittelwert der Schätzungen wider.

Generalfeldmarschall Wilhelm Keitel unterzeichnet am 8./9. Mai 1945 in Berlin-Karlshorst die ratifizierende Urkunde der bedingungslosen Kapitulation der Wehrmacht.

Nach dem Zusammenbruch der Wasserversorgung waschen deutsche Frauen Kleidung an einem Hydranten (Juli 1945)

Die militärische Moral der noch andernorts verbliebenen deutschen Truppen sank weiter. Zudem konnte das Deutsche Reich in den letzten Kriegstagen nicht mehr von Berlin aus regiert und verwaltet werden. Hitlers Nachfolger Großadmiral Dönitz trat am 2. Mai 1945 sein Amt, das als Regierung Dönitz im Grunde nur noch die Verwaltung des NS-Staates bis zur Kapitulation umfasste, im „Sonderbereich Mürwik“ in Flensburg-Mürwik an. Mit der durch Dönitz autorisierten Unterschrift am 7. Mai 1945 im Hauptquartier der alliierten Expeditionsstreitkräfte in Reims unter die bedingungslose Kapitulation der Wehrmacht war mit deren Inkrafttreten am 8. Mai 1945 um 23:01 Uhr der Zweite Weltkrieg in Europa beendet.
Die Führung der Roten Armee befürchtete, dass die durch Alkohol geförderte Siegeseuphorie zu Gewalttaten gegen die deutsche Zivilbevölkerung führen würde. Im Januar 1945 erließ Marschall Rokossowski einen Tagesbefehl, in dem er Plünderern und Vergewaltigern mit Kriegsgericht oder direkter Erschießung drohte. Trotzdem ereignete sich in seinem Befehlsbereich bei der Einnahme Demmins unter deutschen Zivilisten ein Massensuizid. In Berlin kam es nach der Einnahme durch die Rote Armee zu zahlreichen Plünderungen und Vergewaltigungen, obwohl einige ihrer Offiziere versuchten, dies zu verhindern. Neben den Rachegefühlen gegenüber Deutschland spielten aber auch die allgemeine Abstumpfung und die Verrohung der Soldaten durch die Brutalität des Krieges sowie die oft rücksichtslose Behandlung der Sowjetsoldaten durch die eigene Führung (vgl. Befehl Nr. 227) eine Rolle. Hierzu schreibt Karl Bahm, der an der Universität von Wisconsin Geschichte lehrt: „Natürlich führten sich nicht alle so auf, aber eine nicht zu kleine Minderheit tat es.“ Im teilweise umstrittenen, dennoch vieldiskutierten Dokumentarfilm BeFreier und Befreite der Feministinnen Helke Sander und Barbara Johr und deren gleichnamigen Buch aus den 1990er Jahren wird von mindestens 100.000 (teils mehrfach) vergewaltigten Berliner Frauen ausgegangen, wobei es dabei allerdings eine hohe Dunkelziffer gebe. Cornelius Ryan behauptet in seinem Buch Der letzte Kampf, dass nach Schätzungen von Ärzten, mit denen er sprach, zwischen 20.000 und 100.000 Frauen vergewaltigt worden seien.

## Historisch-wissenschaftliche Aufarbeitung
Die Historiographie des Kriegsendes im Osten, das mit dem Beginn der Weichsel-Oder-Operation der Sowjetarmee vom 12. Januar 1945 an angesetzt wird und mit der Kapitulation der Verteidigung Berlins am 2. Mai 1945 als im Wesentlichen abgeschlossen gilt, gerät in der bis heute geleisteten Aufarbeitung zunehmend in Kritik.
So schreibt im Vorwort der 2015 unverändert herausgegebenen Neuauflage des bereits 1966 erschienenen Werkes von Cornelius Ryan, Der letzte Kampf, der Historiker Johannes Hürter: „Nach wie vor aber fehlen befriedigende wissenschaftliche Gesamtdarstellungen des Kriegsendes im Osten, der Besetzung Berlins und der Berliner Gesellschaft (und Stadtverwaltung) in den letzten Kriegsmonaten“.
J. Hürter zitiert auch Michael Wildt/Christoph Kreutzmüller: „Im Vorwort [S. 7] wird für die gesamte NS-Zeit konstatiert, es sei erstaunlich, wie wenig die Geschichte der Stadt und ihrer Gesellschaft gerade für diese Zeit aufgearbeitet ist.“
Entsprechende Versäumnisse stellt Hürter selbst für das Standardwerk des Militärgeschichtlichen Forschungsamtes fest: Es „bietet zwar eine detaillierte Operationsgeschichte des Kampfes um Berlin, verzichtet jedoch auf jede nähere Analyse des Schicksals der Zivilbevölkerung in diesem Inferno.“

## Filme
- Schlacht um Berlin (BRD 1973) – Dokumentarfilm der die Schlacht um Berlin dokumentiert. Er wurde zur Oscarverleihung 1974 in der Kategorie Bester Dokumentarfilm nominiert.
- Der Untergang (D 2004) – Spielfilm über die letzten Tage im Führerbunker und die Schlacht um Berlin
- Die letzte Schlacht (2005) – Halbdokumentarisches Werk, das die Endzeit des Dritten Reiches vom 20. April bis zum 2. Mai 1945 behandelt
- Hitler – Die letzten zehn Tage (Italien/Großbritannien, 1972) – Spielfilm mit Alec Guinness
- Der Bunker (Frankreich/USA, 1981) – Spielfilm mit Anthony Hopkins als Adolf Hitler
- 100 Jahre Adolf Hitler – Die letzte Stunde im Führerbunker (1989) – Spielfilm unter der Regie von Christoph Schlingensief
- Befreiung (1969) – UdSSR (Mosfilm), DDR (Defa), VR Polen (ZRF Start), Italien (De Laurentiis) – Fünfteiliger Film über den Kampf Europas und der USA gegen den Faschismus von der Schlacht am Kursker Bogen bis zur Befreiung Berlins
- Ich war neunzehn (DDR 1967) – DEFA-Spielfilm mit Jaecki Schwarz unter der Regie von Konrad Wolf
- Der letzte Akt (BRD 1955) – Spielfilm mit Albin Skoda unter der Regie von Georg Wilhelm Pabst
- Anonyma – Eine Frau in Berlin (Deutschland 2008) – Spielfilm mit Nina Hoss unter der Regie von Max Färberböck

- Nachdem die amerikanischen Truppen ihren Sektor in Berlin bezogen hatten, filmten Teams des Special Film Project 186 vom 8. bis 14. Juli auch in Berlin. Die Aufnahmen umfassen insgesamt 60 Stunden stummes Farbfilmmaterial auf über 260 Rollen.[118]